# 10世紀

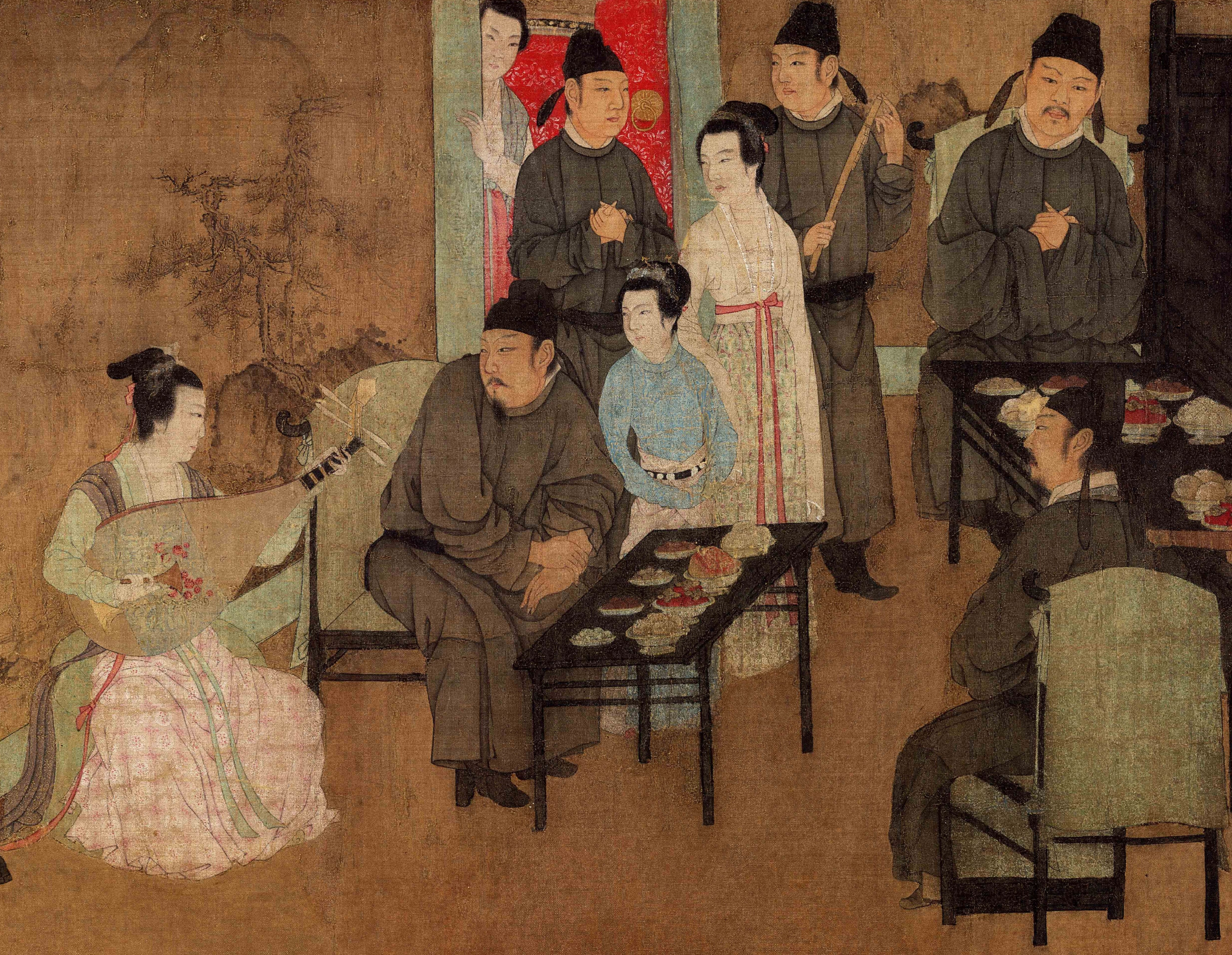
江南の爛熟。画像は顧閎中が描いた「韓煕載夜宴図（北京故宮博物館蔵）」。五代十国南唐の後主李煜時代の宮廷の優雅な様子がしのばれる。

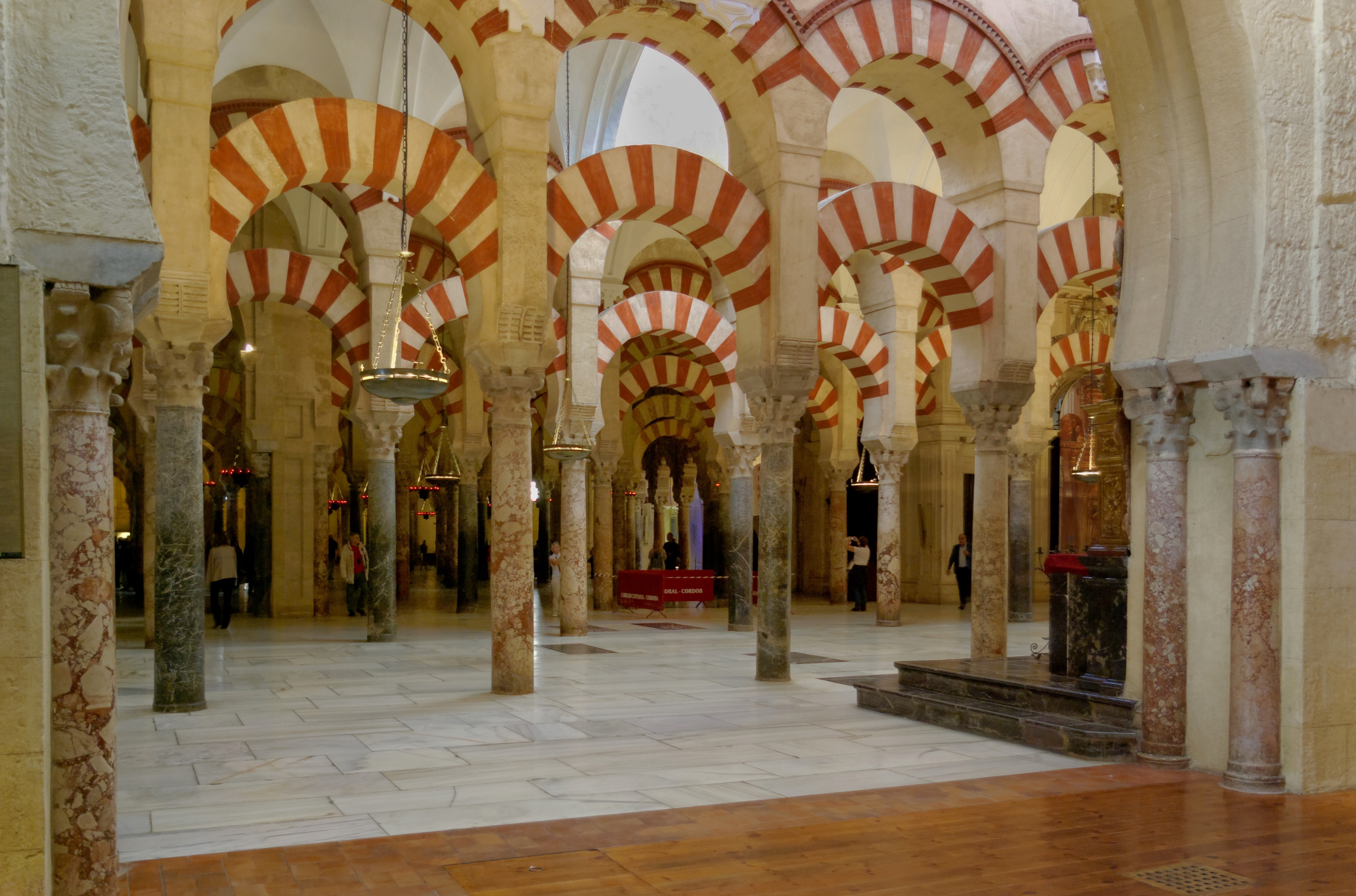
「世界の宝石」コルドバ。画像はコルドバにあるメスキータの円柱の森。10世紀末までに歴代の後ウマイヤ朝カリフによって改築が続けられ今ある姿となった。

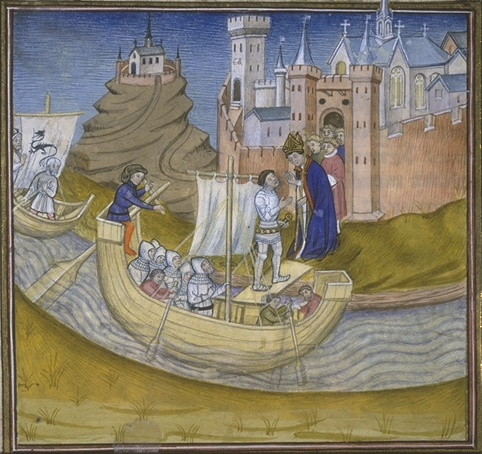
ノルマンディー公ロロ。もともとは北欧のヴァイキングの指導者であったが、西フランク王からセーヌ川河口の領土を分与され定着した。彼の直系子孫にノルマン朝初代のイングランド王ウィリアム1世がおり、この血脈は現在のイギリス王室にまでつながっている。画像はルーアン司教ギーに迎えられるロロ。

10世紀（じっせいき）は、西暦901年から西暦1000年までの100年間を指す世紀。1千年紀における最後の世紀である。

## できごと

清涼殿落雷事件。この落雷は昌泰の変で大宰府に流された菅原道真の怨霊によるものと恐れられ、道真は北野天満宮の祭神となった。画像は「北野天神縁起絵巻」。

承平天慶の乱。平安京での政争をよそに地方では在地領主となった皇親やその他の門流が勢力を拡大していた。平将門や藤原純友の反乱もその現れであったが、反乱は鎮圧された。画像は東京大手町にある平将門の首塚。

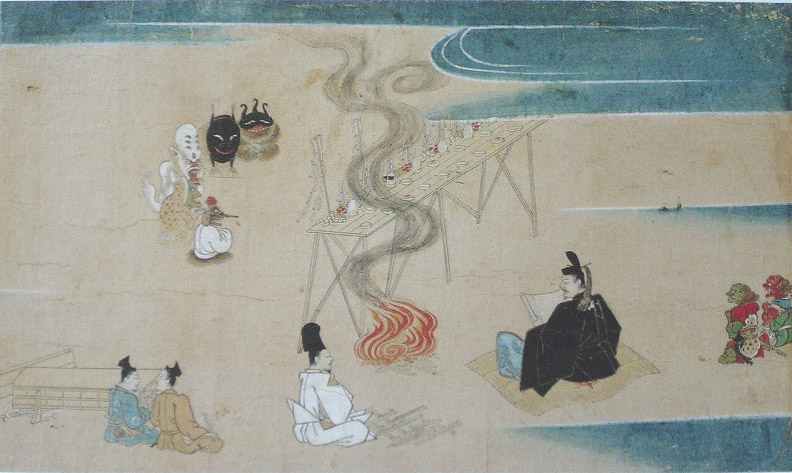
平安京と「物の怪」。平安京の統治機構が弛緩するとともに、度重なる天災や疫病に疲弊した人々はその原因となる「物の怪」を一層恐れるようになり、密教による加持祈祷や陰陽道に基づく物忌みや方違えを重視するようになった。画像は陰陽師安倍晴明の疫病神調伏を描く「泣不動縁起絵巻(京都・清浄華院蔵)」。

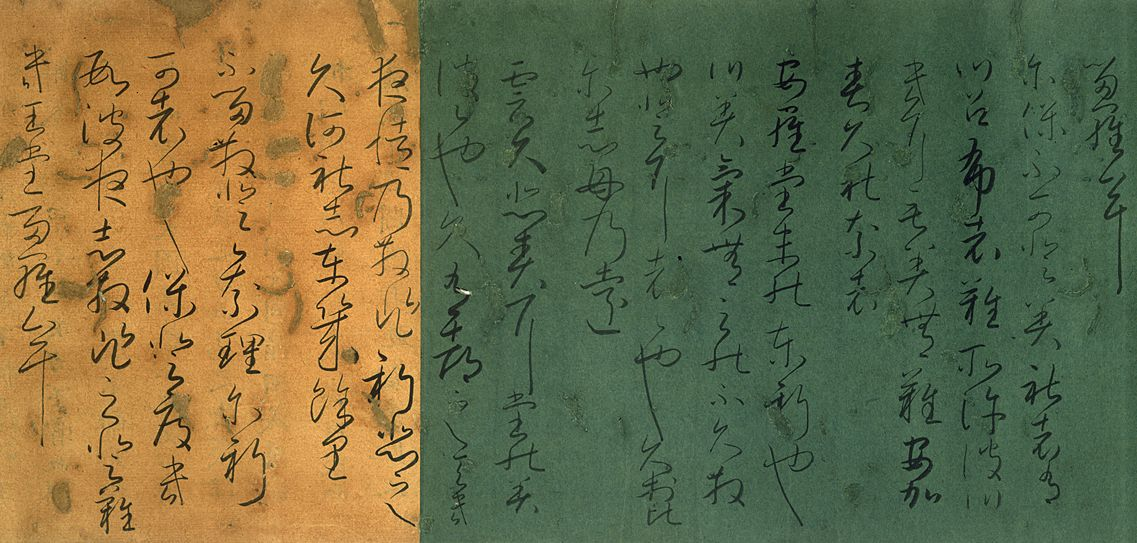
かな文字の誕生。日本独特の美意識の発展とともにかな文字が成立し、和様の書が生まれた。画像は万葉仮名から平仮名へと移行する段階の「草仮名」で書かれた「秋萩帖（東京国立博物館蔵）」で小野道風によるものと伝わる。

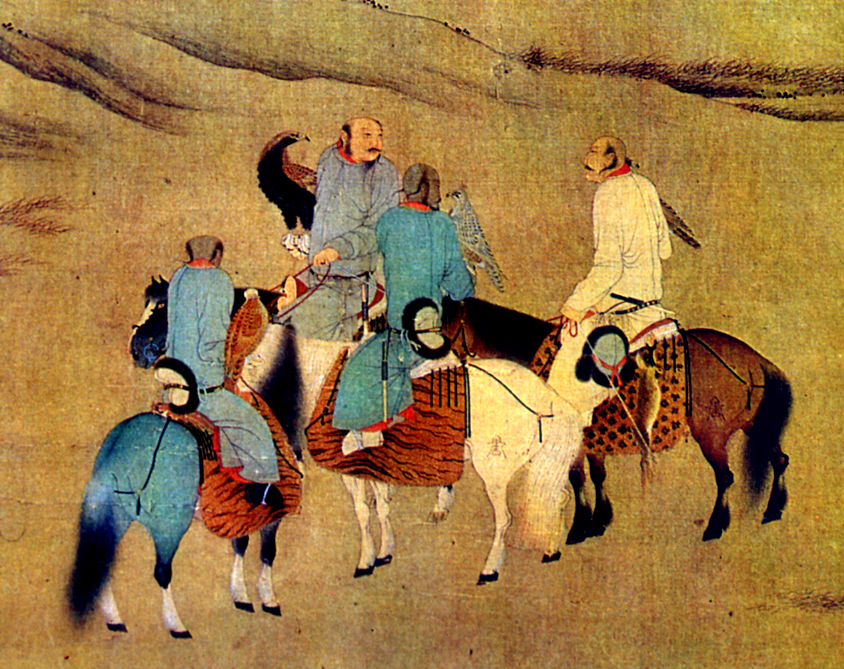
契丹人の伸張。ウイグル帝国の崩壊や、唐王朝滅亡後の混乱で内陸アジアで勢力を拡大したのがモンゴル系の契丹人であった。その後、五代から宋にかけての華北政権を威圧し国勢を整えることになる。画像は契丹人を描いた「胡人出猟図」（台北国立故宮博物院蔵）。

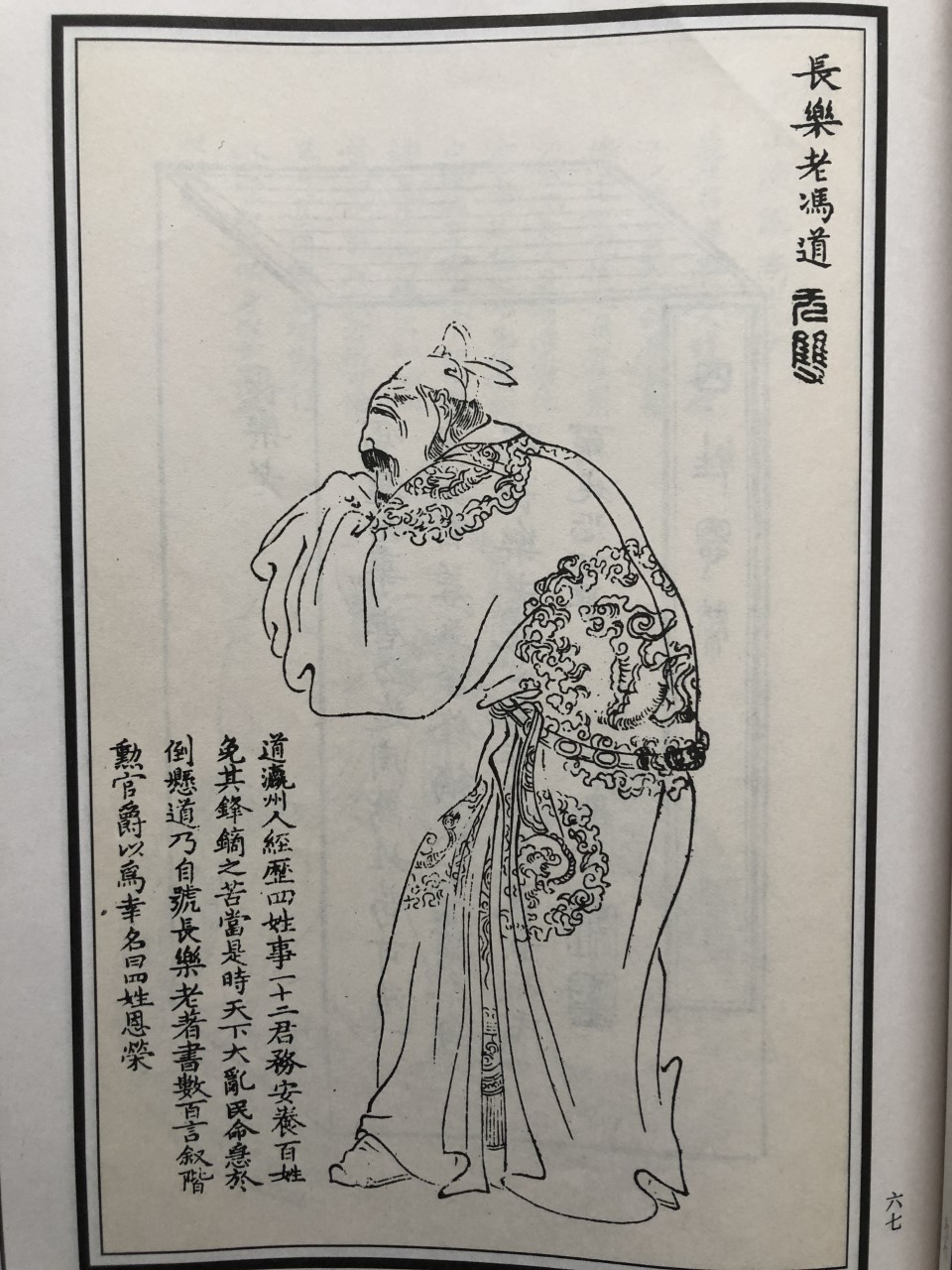
乱世の宰相馮道。五代十国時代の後晋から後周の時代の政治家で、五朝八姓十一君に仕えたことで有名。後世、朱子学の立場からは変節漢として評判が悪いが、李卓吾のような思想家の評価は高い。画像は明代にまとめられた『無雙譜』の挿絵に描かれた長楽老馮道。

宋の建国。唐の滅亡以後、半世紀にわたる五代十国の混乱にあった中国も趙匡胤が宋の初代皇帝太祖として即位するに及び安定した時代を迎えた。画像は台北国立故宮博物院所蔵の太祖趙匡胤の肖像。

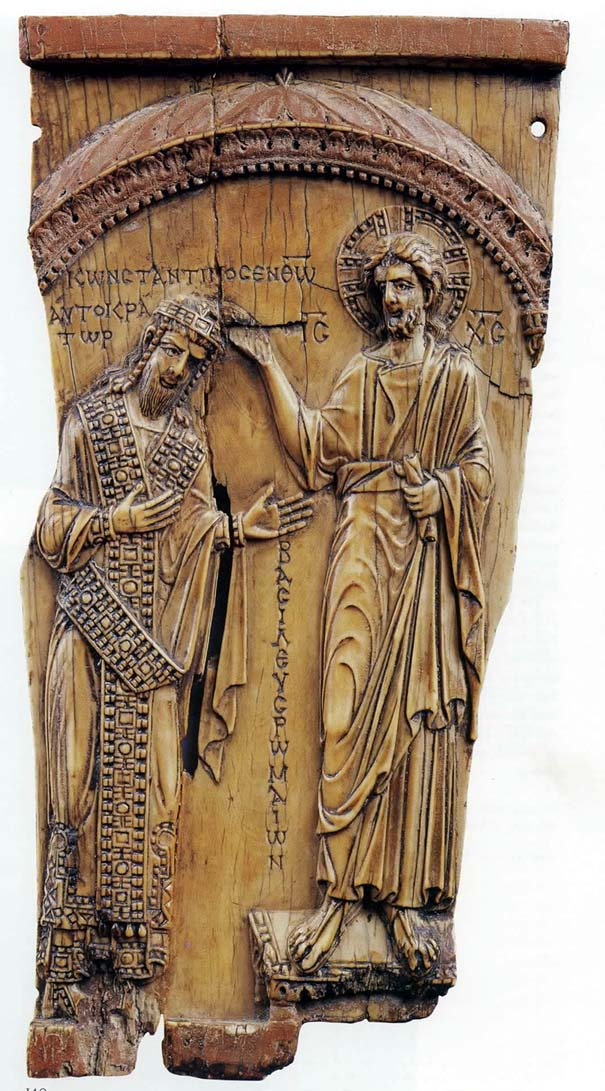
マケドニア朝ルネサンス。画像はキリストから加冠される皇帝コンスタンティノス7世の象牙彫刻（ロシア・プーシキン美術館蔵）。東ローマ帝国では古典研究が盛んになり、この皇帝自ら著作『儀式について』『帝国統治論』を残している。

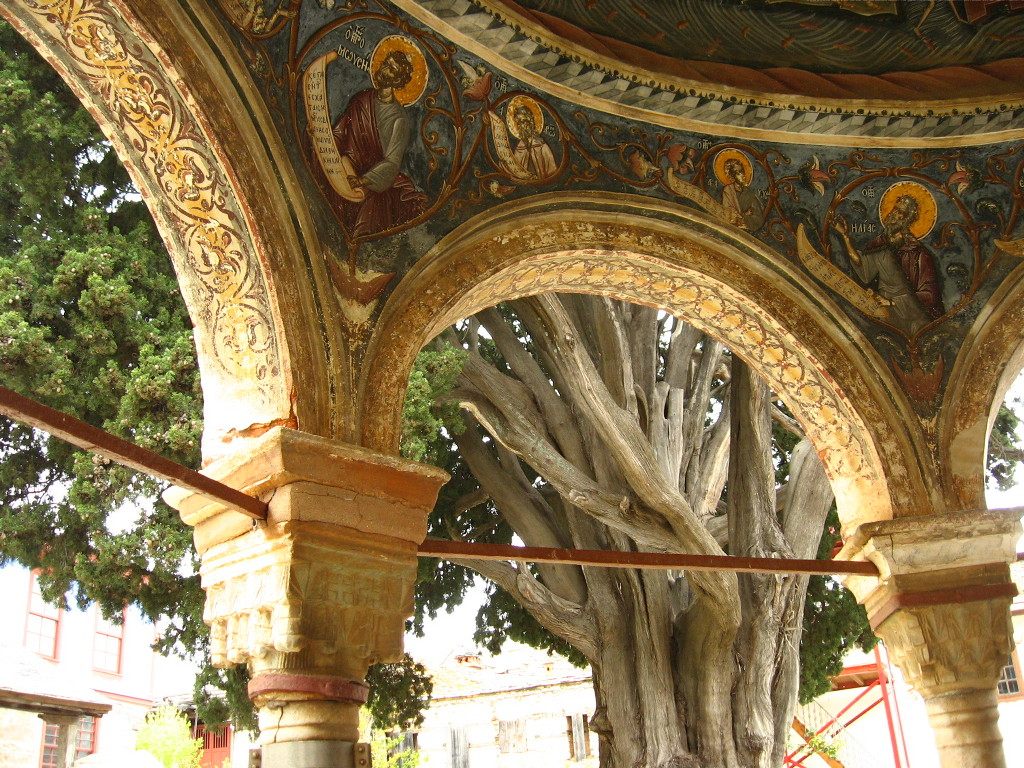
アトス山。この時期に東ローマ皇帝の庇護を受けてアトスの修道生活が展開した。画像は最も古いメギスティ・ラブラ修道院の教会入り口から望む、アトスのアタナシオスに植えられたとされる樹齢1000年以上のイトスギ(サイプレス)。

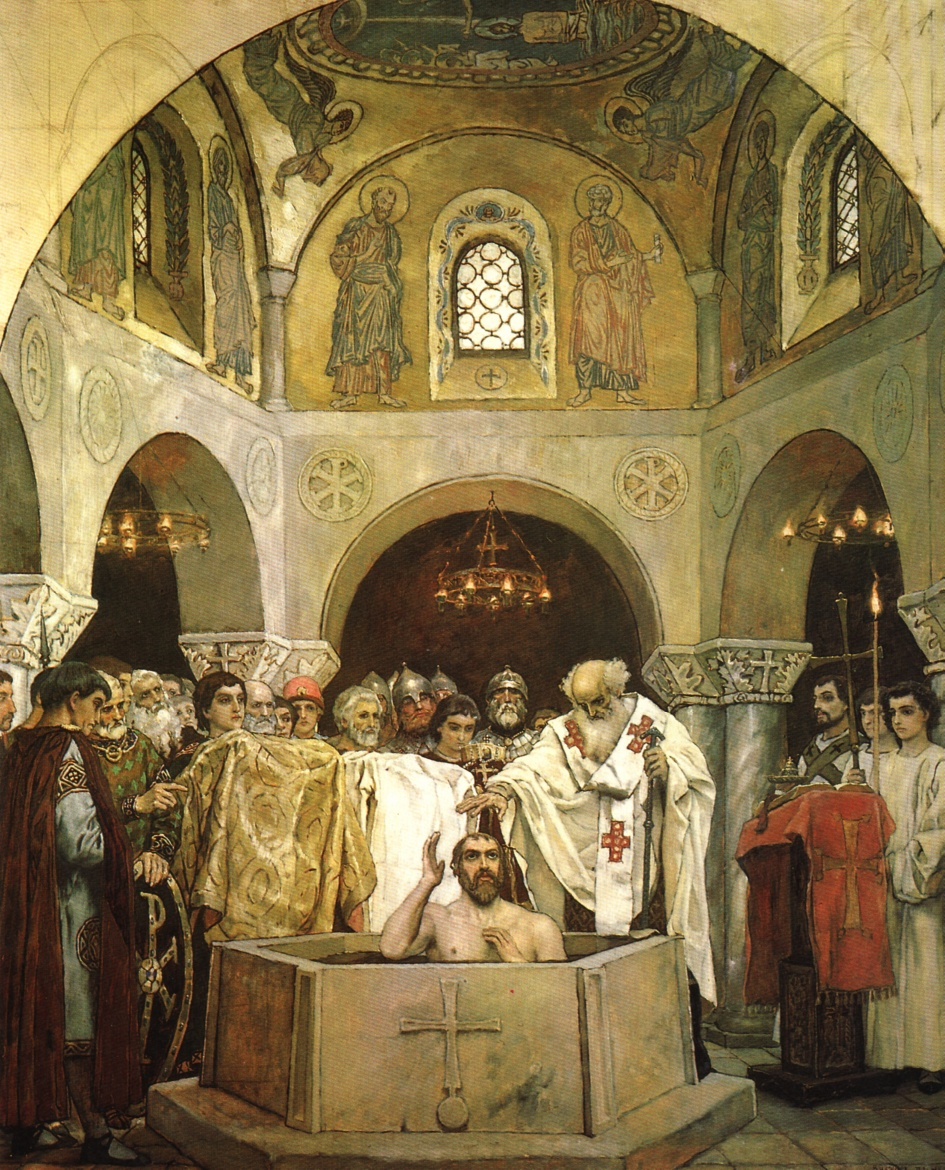
聖公ウラディーミル1世の洗礼。東ローマ皇女アンナとの結婚を期に洗礼を受けキリスト教（東方正教会）に改宗しロシア・ウクライナ史に大きな影響を与えた。画像はキエフの聖ウラディーミル大聖堂（聖ヴォロディームィル大聖堂）にあるヴィクトル・ヴァスネツォフの壁画。

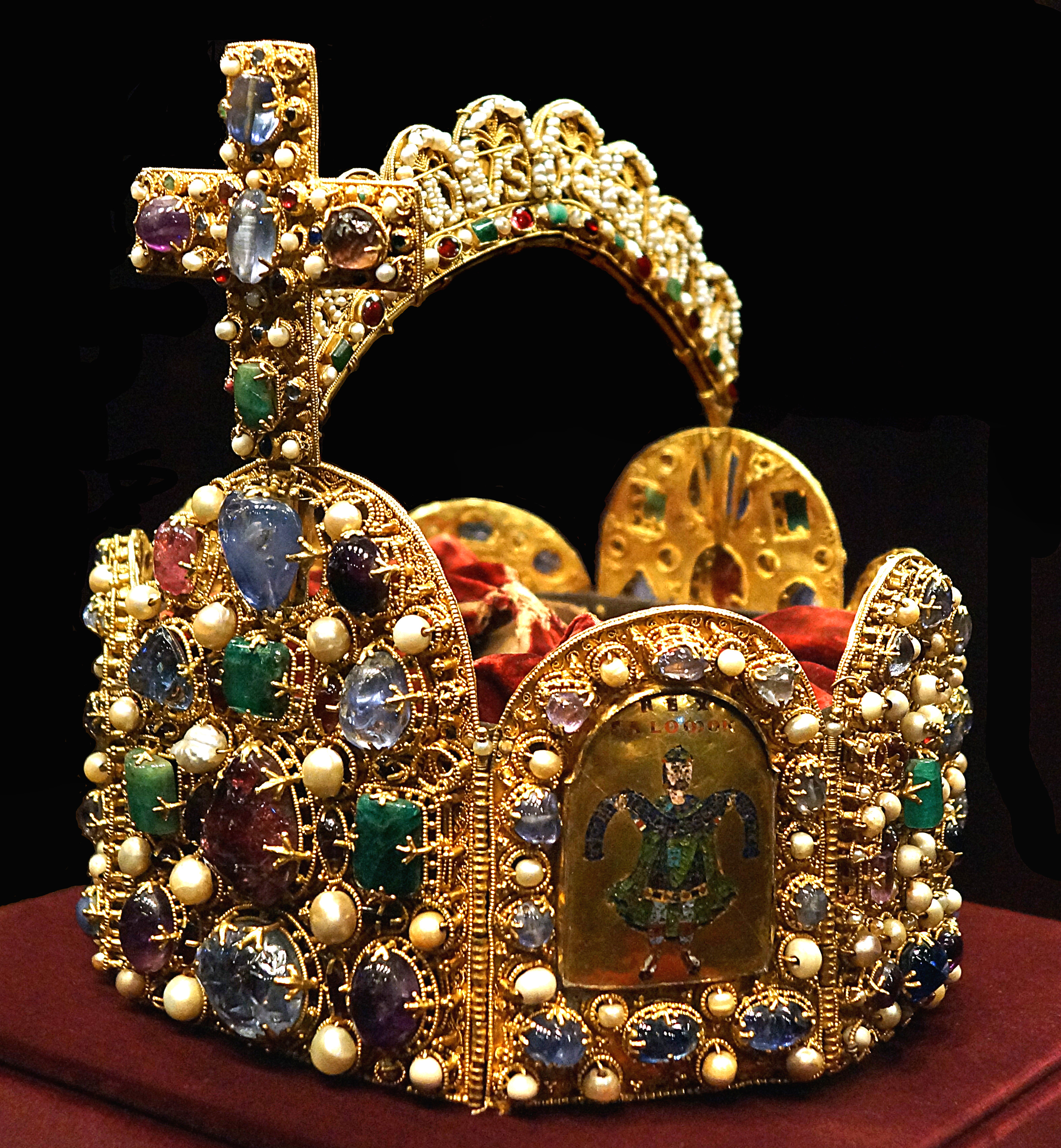
神聖ローマ帝国の成立。オットー1世が皇帝となり以後代々のドイツ君主が神聖ローマ皇帝位を占めることになった。画像はこの世紀に作られた神聖ローマ帝国の帝冠（ウィーン・ホーフブルク宮殿蔵）。

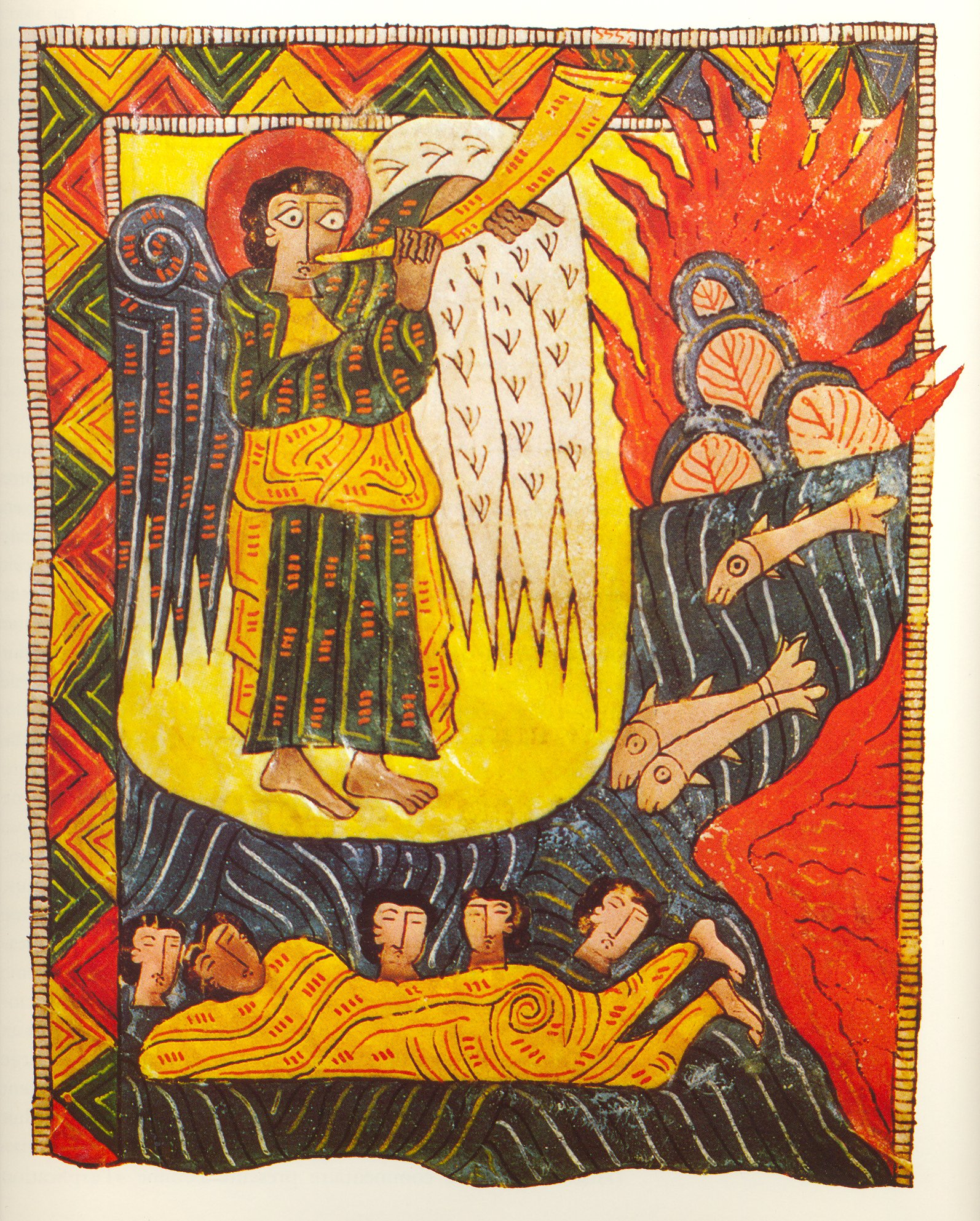
紀元1000年のヨーロッパ。新しい世紀の到来は期待と不安が混じったものだった。画像は950年代に描かれたスペインのサン・ミジャン修道院のベアトゥス『黙示録注解』写本（エル・エスコリアル修道院蔵）。

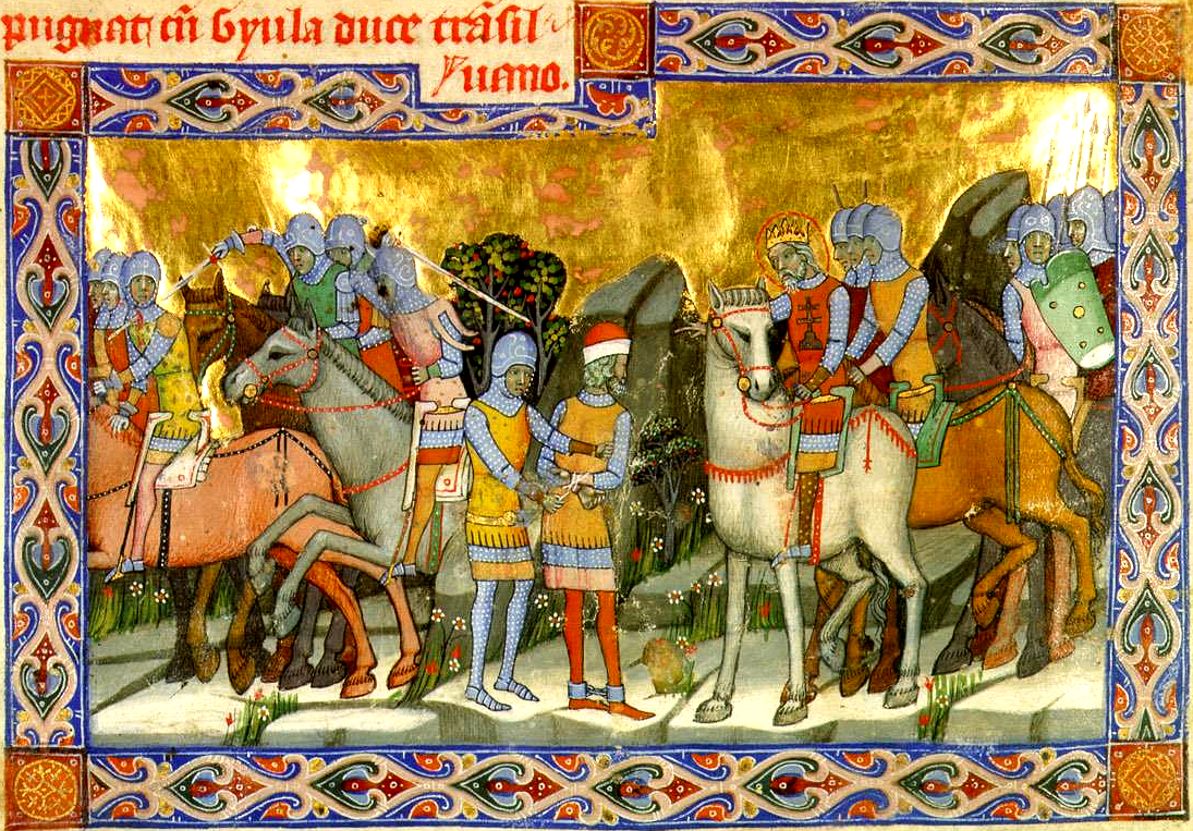
マジャール人の定着。遊牧民族マジャール人もパンノニア平原に定着し、紀元1000年にはキリスト教を受容してハンガリー王国を成立させている。画像はハンガリー初代国王イシュトヴァーン1世がジュラの街を制圧したことを描く14世紀の年代記の挿絵。

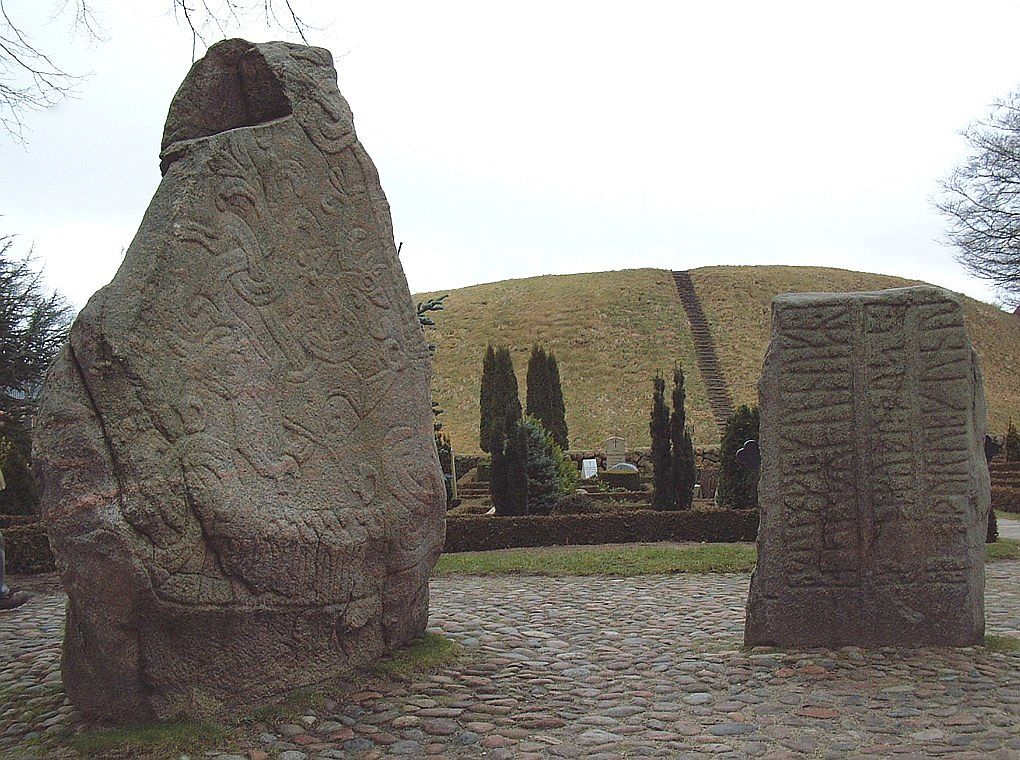
イェリング墳墓群。デンマークのハーラル青歯王がキリスト教への改宗したことを記念してルーン文字で刻まれた石碑である。

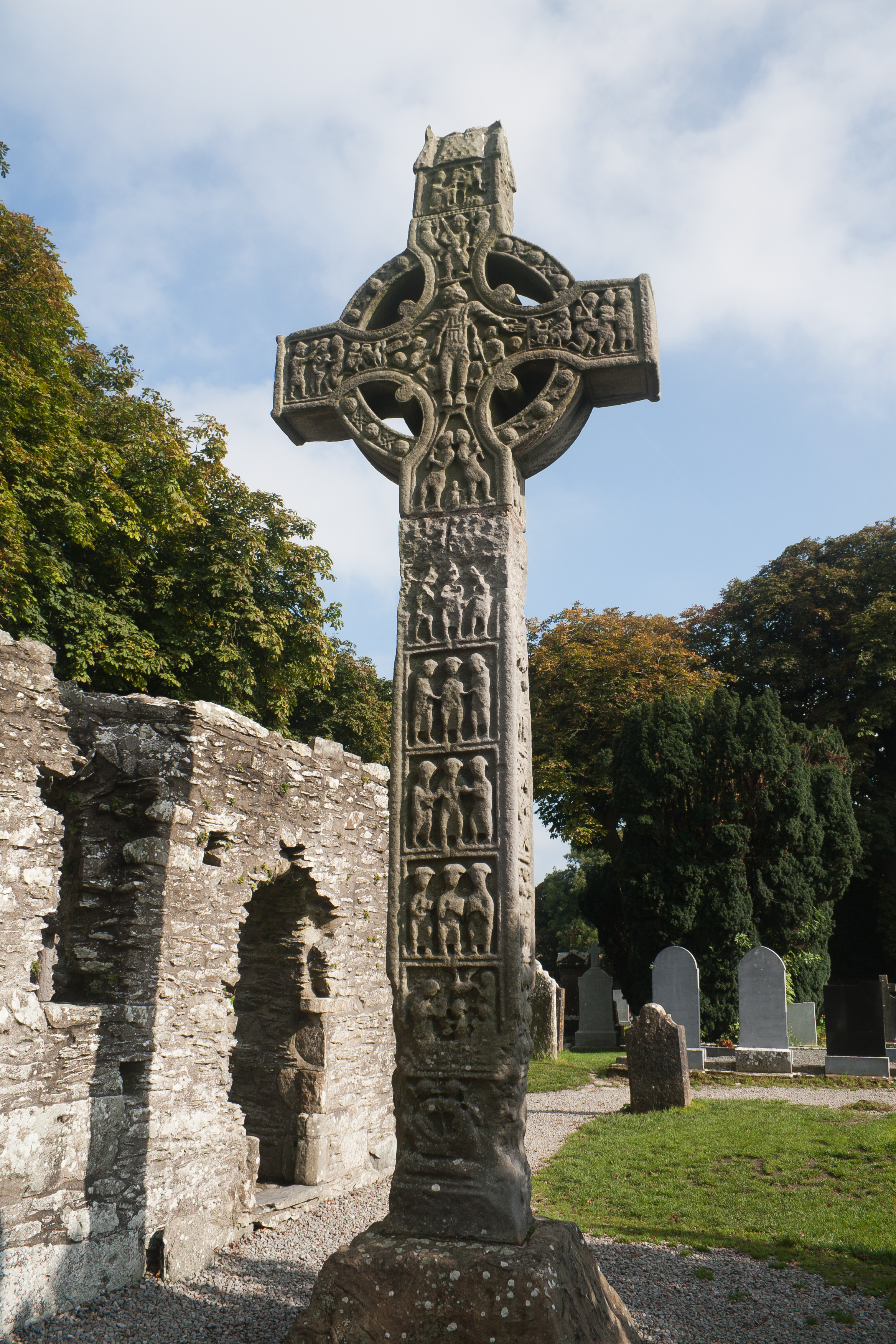
ケルト十字架。ヴァイキングの襲撃も一段落したこの世紀、タラの王を中心にアイルランド復興が進められた。画像はモナスターボイス修道院遺構で、アイルランド特有の「ハイクロス」と呼ばれるケルト十字架が今も聳えている。

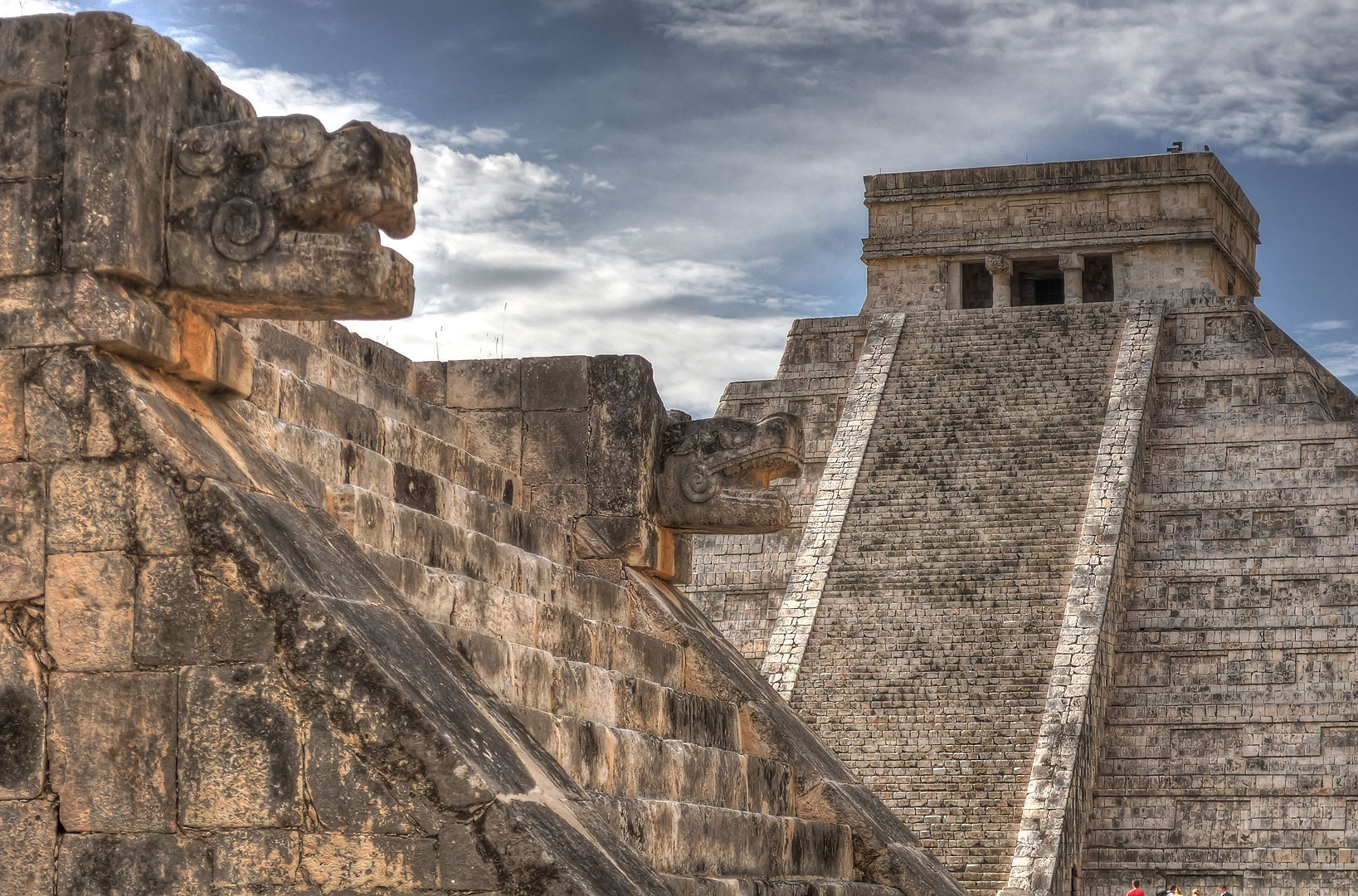
チチェン・イツァ遺跡。マヤ文明を代表する遺跡で8世紀までに衰退した後に、10世紀に改めて盛んに建設が行われた。画像はククルカンの頭部彫刻が付随した「金星の台座」でその先には「エルカスティージョ（ククルカン神殿）」を眺めることができる。

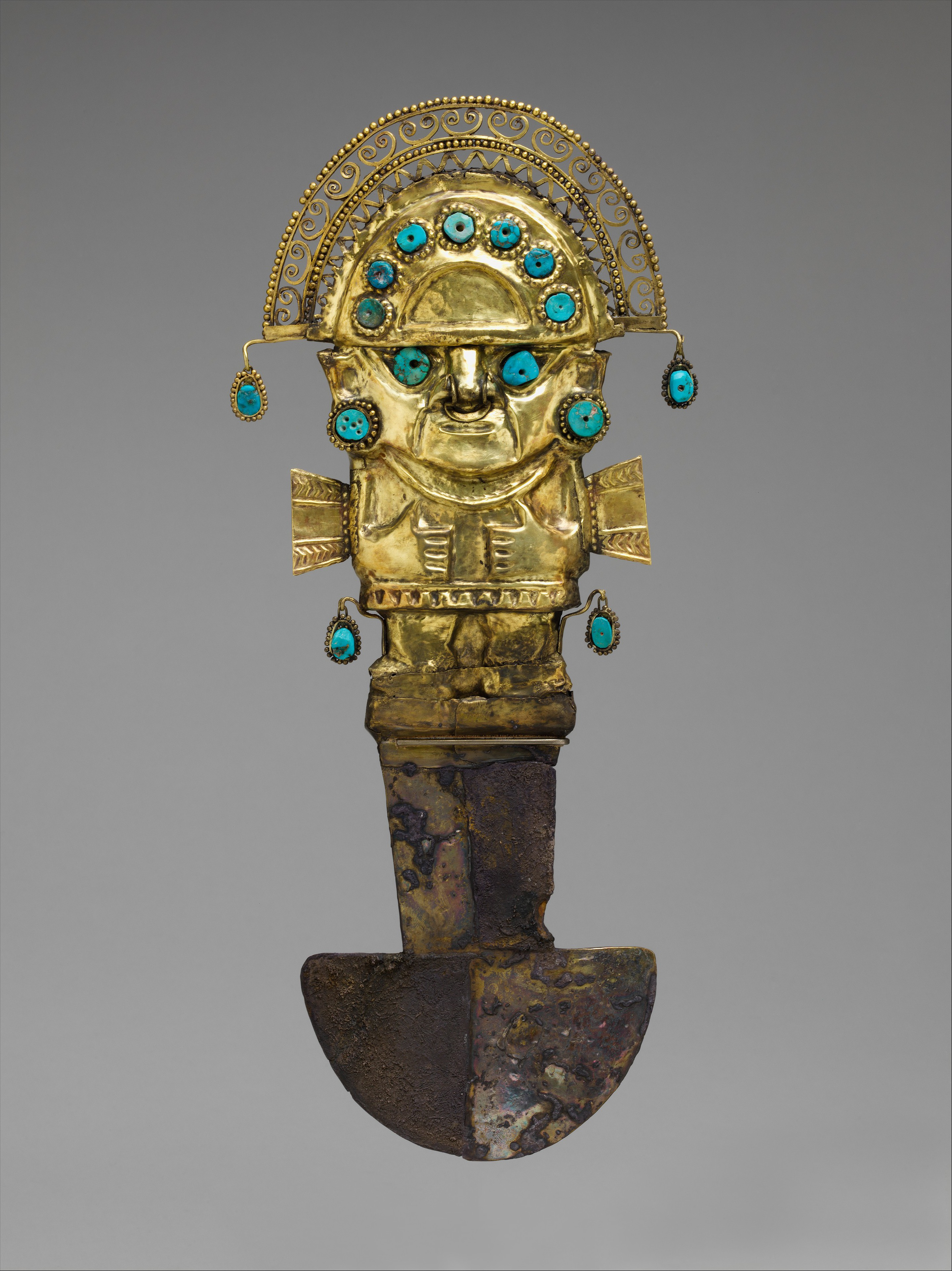
シカン文化。ペルー北岸に発展した文化で10世紀から11世紀にはバタン・グランデを中心に金属工芸や織物の産業が組織化されていた。画像はこの文化を代表する「ツミ」と呼ばれる儀式用の刀剣（メトロポリタン美術館蔵）。

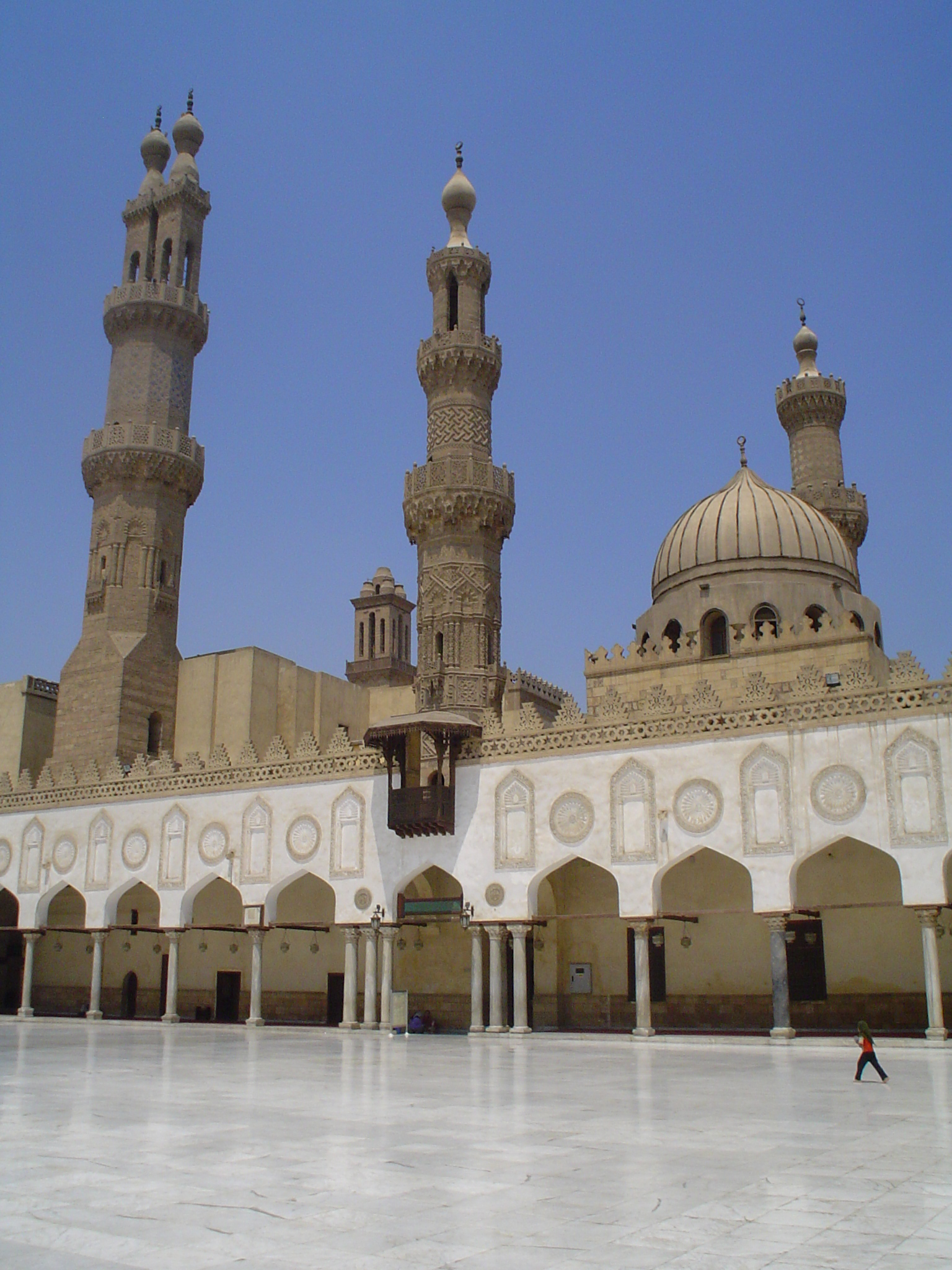
アズハル大学。ファーティマ朝時代にカイロのアズハル・モスク付属大学として設置された世界で最も古い大学である。

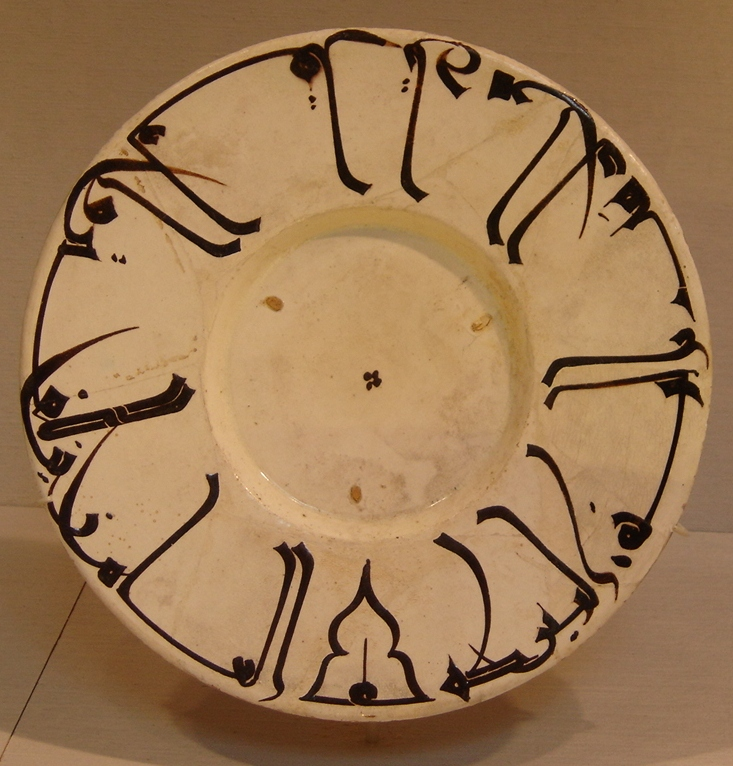
ブワイフ朝の統治。バグダードを制圧すると衰勢のアッバース朝を組み込みイラン・イラクを支配下に置いた。画像はブワイフ朝時代のイランで作られた陶器（ニューヨーク・メトロポリタン美術館蔵）。

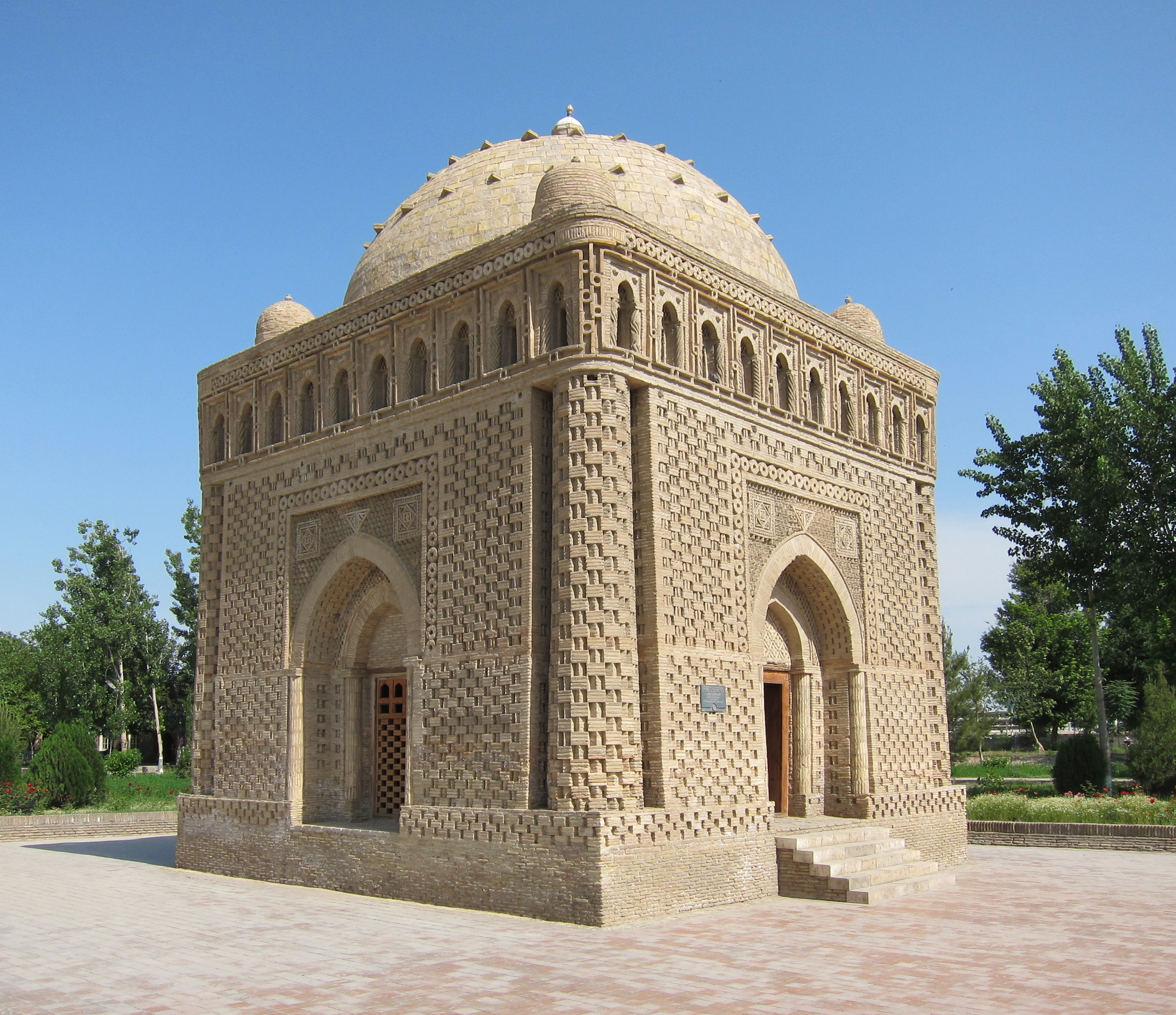
サーマーン朝の発展。この王朝の時代に東方イスラム世界でのペルシア文化の復興が進んだ。画像はブハラにある中央アジア最古の建造物イスマーイール・サーマーニー廟。

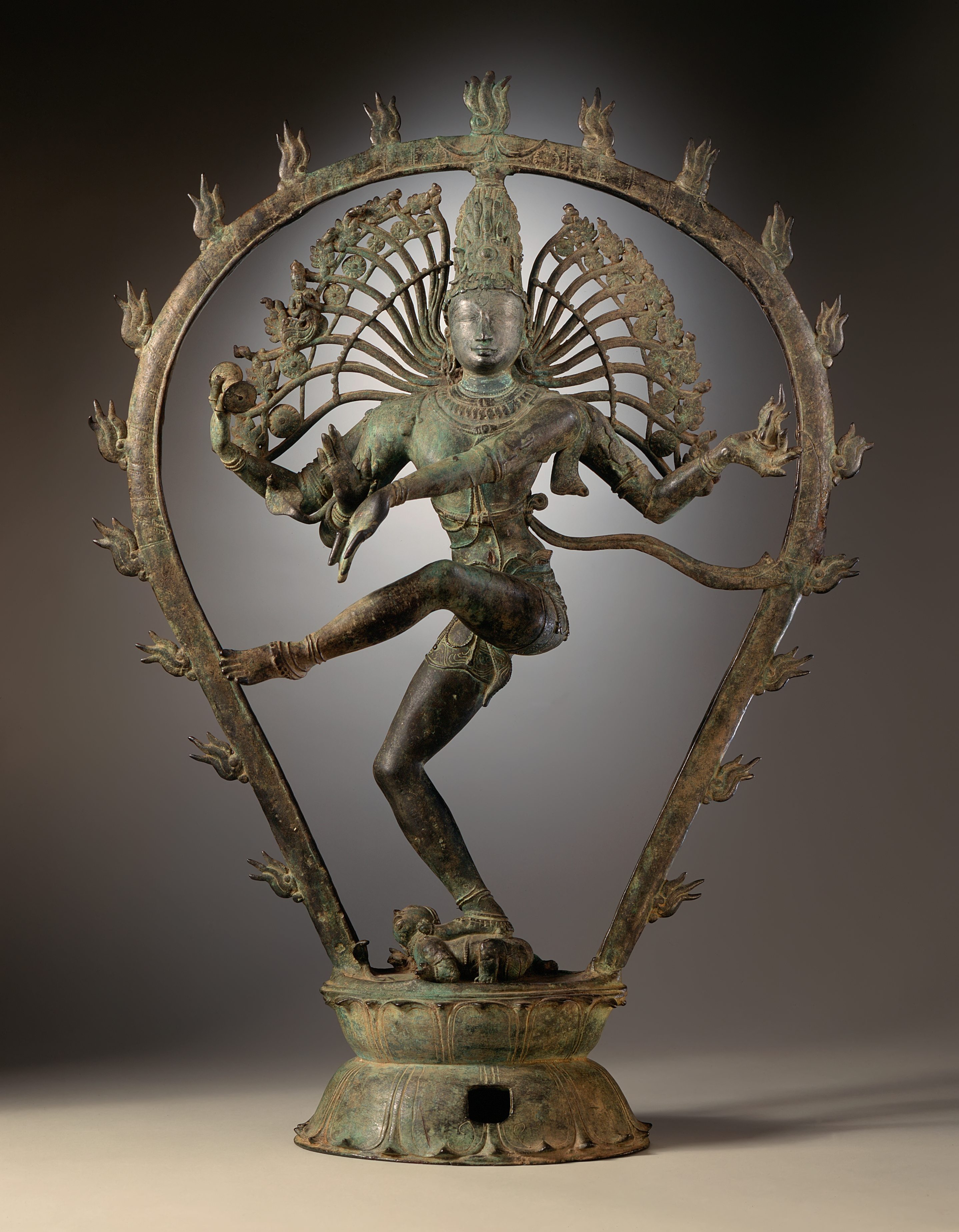
チョーラ朝芸術の最盛期。画像はこの時代を代表する「舞踏の王」ナタラージャとしてのシヴァ神像（ロサンゼルス・カウンティ美術館蔵）。

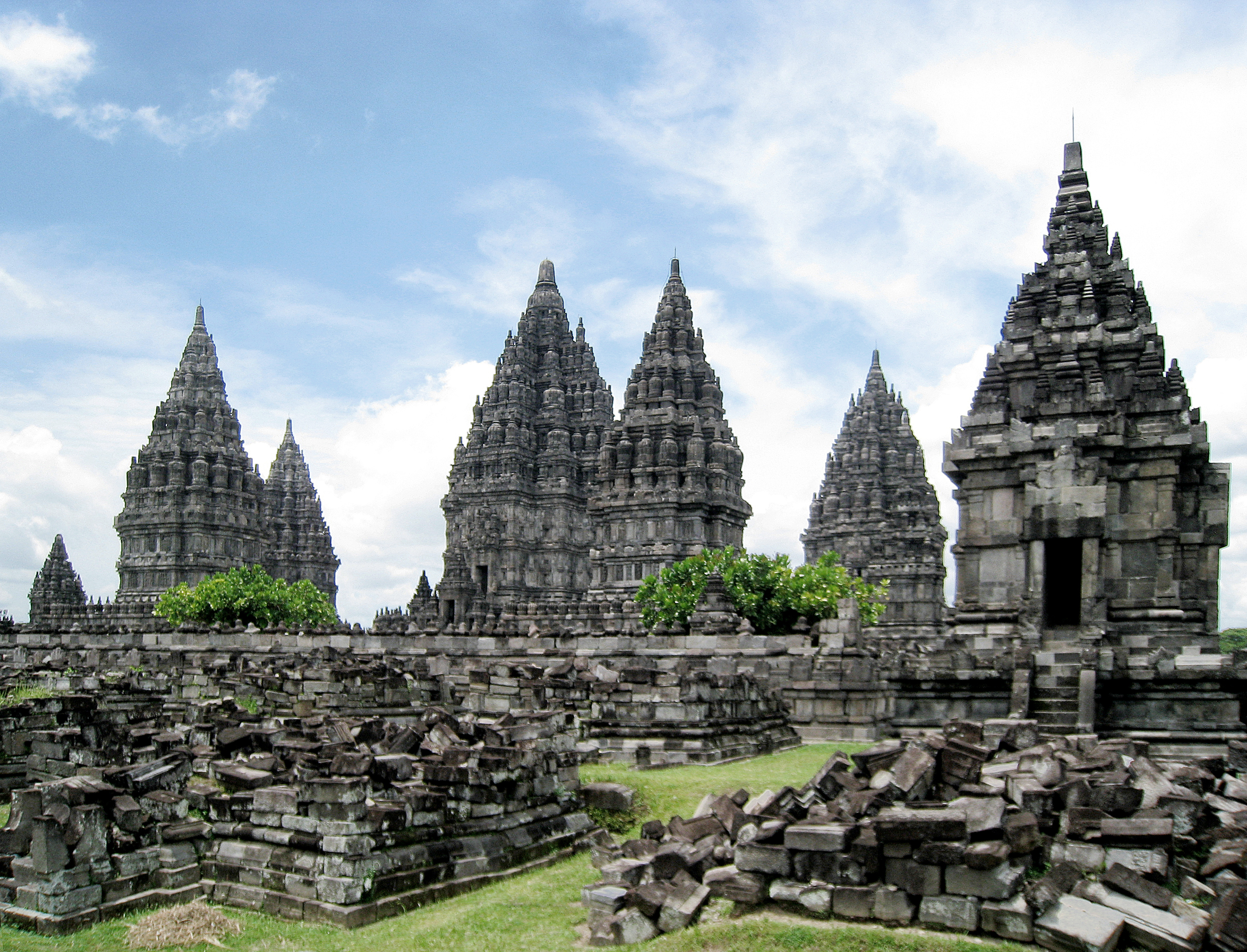
プランバナン寺院群。ジャワ島で繁栄した古マタラム王国のバリトゥン王時代に着工され、続く王ダクサによって完成をみたヒンドゥー教の大寺院。

- 日本では平安時代中期に差し掛かるころである。律令国家体制を支えていた古墳時代以来の在地首長階層と彼らに率いられていた伝統的な地域共同体が急速に没落し、それに依存していた班田や戸籍による地方統治や税収が困難となる。この地方社会の変動への対策として地方に赴く筆頭国司（受領）に大きな権限を与え、あらたに経済力を握り台頭してきた富豪層を負名に編成し、田堵として公田経営を請け負わせる王朝国家体制への社会変動で律令制は形骸化した。受領の国衙統治において私的武力を蓄えた富豪層を統制する軍事警察力を担う階層として武士が登場することで中世社会への変化が本格的に生じる。

### 900年代
- 900年頃
  - ヴァイキングによりスコットランドの「ガロウェイの遺宝（英語版）」が埋蔵される。
- 901年
  - 藤原時平により菅原道真が大宰府へ左遷される（昌泰の変）[1]。
    - 元号が「昌泰」から「延喜」に替わる（延喜の治）。
    - 六国史の最後となる『日本三代実録』が完成する。

  - 唐の昭宗皇帝が長安から李茂貞支配の鳳翔に逃亡（ - 903年）。
  - ウシュマルの大競技場がチャン・チャク・カクナル・アハウ王によって奉献される。
- 902年
  - 鄭買嗣（中国語版）が南詔を滅ぼし、大長和を建国する。
  - 延喜の荘園整理令により院宮王臣家が荒田閉地を請占するを禁ずる。
    - 同年、最後の班田が行われ、班田は以後断絶する。

  - アグラブ朝がタオルミナを占領し、東ローマ帝国のシチリア支配が終わる。
- 903年
  - 大宰府にて菅原道真死去。
  - 唐の昭宗が、李茂貞支配の鳳翔から、朱全忠支配の長安に帰還。
- 904年
  - 朝鮮半島で弓裔が摩震（のち泰封）を建てる。
  - 唐の昭宗が長安から朱全忠の指示で洛陽に遷都。昭宗が殺害され、息子の哀帝が擁立される。
- 905年
  - 唐で九曲池の変と、白馬の禍が起きる。
  - 『延喜式』編纂開始。紀貫之・紀友則・壬生忠岑らが『古今和歌集』を撰進。
  - アッバース朝がトゥールーン朝を滅ぼす。
  - 東ローマ皇帝レオーン6世の「四婚問題」が起こる。
- 906年
  - マジャール人によりモラビア王国が滅亡。
  - モースルのハムダーン朝が独立。
- 907年
  - 宣武節度使の朱全忠が唐を滅ぼし後梁を建国。五代十国時代の始まり。
  - 契丹（遼）の耶律阿保機が即位。
  - 日本で『延喜格』が完成する。
    - 909年には『延喜格』を頒下、910年には諸国に『延喜格』を写させる。

  - ルーシ・ビザンツ条約（911年に改定）。
    - この通商条約により「ヴァリャーグからギリシアへの道」が完成する。

  - ポジョニ（ブラチスラヴァ）の戦いでマジャール人が東フランクに勝利。
- 909年
  - チュニジアでアグラブ朝を滅ぼして、シーア派のファーティマ朝が成立。
    - ファーティマ朝のウバイドゥッラーがカリフとなり、東西に2人のカリフが分立。

  - メキシコのチャパス州トニナーの記念碑101号に暦日が記録される。
    - この記録を最後に古典期マヤ諸都市が放棄されたとみられ記録は途絶、以後は後古典期と呼ばれる。

### 910年代
- 910年
  - フランス中東部ブルゴーニュ地方にクリュニー修道院が設立される。
    - アキテーヌ公ギヨーム1世がベルノー（英語版）に初代修道院長を任命する。

  - イベリア半島のレオン王国でガルシア1世が即位し領土拡張を開始。
- 911年
  - 東フランク王国でカロリング朝が断絶。
    - フランケン大公コンラート1世が東フランク王に選出され、フランケン朝（コンラディン家）が成立。

  - サン＝クレール＝シュール＝エプト条約で、ノルマン人の首長ロロがノルマンディー公国を樹立。
- 912年 - 『延喜式』の編集を促進させる。
- 913年
  - 東ローマ帝国でコンスタンティノス7世が即位（- 959年）。
  - ブルガリア王シメオン1世がコンスタンティノポリスに入城し皇帝を称す。
  - 後ウマイヤ朝のアブド・アッラフマーン3世がセビリアのアルカサル（要塞）を建設。
- 914年
  - オルドーニョ2世が即位しオビエドからレオンに遷都（アストゥリアス王国がレオン王国となる）。
  - 東ローマ帝国で首都総主教ニコラオス・ミュスティコス（英語版）が失脚し、母后ゾエ・カルボノプシナ（英語版）が摂政となる。
  - 三善清行が醍醐天皇に『意見十二箇条』を提出する。
- 915年
  - 十和田火山の爆発。秋田県の胡桃館遺跡はこの時埋没した官衙の遺跡。
  - ガリリャーノ川の戦いで、ローマ教皇とイタリア諸侯（スポレート公など）連合軍がイスラム教徒を撃退。
    - その功績によりイタリア王ベレンガリオ1世が皇帝として認められる。
- 916年 - ラーシュトラクータ朝インドラ3世の北伐によりプラティハーラ朝の都カナウジが陥落する。
- 917年 - ドイツの部族大公国としてシュヴァーベン公国が成立する。
- 918年
  - 朝鮮半島で王建が泰封を滅ぼして高麗を建国。
  - 遼の耶律阿保機が上京臨潢府（皇都）を新都に定める。
- 919年
  - ハインリヒ1世（捕鳥王）が東フランク王に即位し、ザクセン朝（リウドルフィング家）が成立。
  - ヴァイキングがフランスのブルターニュ地方ゲランドに上陸する。

### 920年代
- 920年 - 遼の耶律阿保機が契丹文字を制定させる。
- 920年頃 - 中国内蒙古自治区トルキ山遼墓の「彩色木棺」が作られる。
- 921年
  - アッバース朝カリフのムクタディルがアフマド・イブン・ファドラーンらの使節をヴォルガ・ブルガールに派遣する。
  - ボン条約により東フランク王ハインリヒ1世と西フランク王シャルル3世が王位を相互承認。
  - 空海に「弘法」の大師号が贈られる。
- 922年
  - 西フランク王シャルル3世が廃位され、ロベール1世が西フランク王となる。
  - アフマド・イブン・ファドラーン使節団がボルガルに到着、ヴォルガ・ブルガールが公式にイスラム教を受容する。
  - バグダードでイスラム神秘主義者アル・ハラージュ（英語版）が異端者として処刑される。
- 923年 - 李存勗（荘宗）が後梁を滅ぼし、洛陽を都に後唐を建国。
- 924年 -アゼルスタンが全イングランドの王として即位（ - 939年）
- 925年頃 - トミスラヴが最初のクロアチア王となる。
- 926年
  - 契丹（遼）が渤海を滅ぼす。
  - 興教門の変で後唐の荘宗が殺害され李嗣源（明宗）が即位。都を洛陽から開封に遷し、馮道を宰相とする。
- 927年
  - アラヴィー朝を倒しカスピ海南岸にズィヤール朝が成立。
  - ブルガリア正教会が独立正教会となり、ブルガリア総主教位が東方の各総主教から承認される。
- 928年
  - ジャワ東部にクディリ朝が成立。
  - バグラトゥニ朝アルメニアの都がシラカヴァンからカルスに遷される。
- 929年
  - 後ウマイヤ朝のアブド・アッラフマーン3世がカリフを称し、東中西に三人のカリフが鼎立する。
  - 東フランク王ハインリヒ1世がベーメン（ボヘミア）公ヴァーツラフ1世を臣従させる。

### 930年代
- 930年
  - 清涼殿落雷事件。醍醐天皇が没し第61代朱雀天皇が即位。藤原忠平が摂政就任。
  - イスマーイール派の分派カルマト派の信者がメッカのカーバ神殿から黒石を奪取（ - 951年）。
  - アイスランドで世界最古の近代議会「アルシング」が創設。
- 932年
  - イラン系シーア派のブワイフ朝が興る。
  - スポレト公アルベリーコ2世がその母マロツィアのローマ支配を覆し、ポルノクラシーが終わる。
- 933年 - 上ブルグント王国が下ブルグント王国を併合する（アルル王国）。
- 934年 - 修道士エベルハルトによりスイス・アインジーデルン（英語版）のベネディクト会修道院（英語版）が創設される。
- 935年
  - 平将門・藤原純友による承平天慶の乱が始まる（- 941年）。
  - 呉越国の使者蔣承勲が来日。
    - 翌年には左大臣藤原忠平が蔣承勲に託して呉越国王銭鏐への書状を送る。

  - 高麗が新羅を滅ぼす。
  - エジプト総督ムハンマド・ブン・トゥグジュが自立し、イフシード朝が興る。
- 935年頃
  - 紀貫之が最初の仮名日記である『土佐日記』を著す。
- 936年
  - 高麗が後百済を滅ぼして朝鮮半島を統一する。
  - 石敬瑭が後唐を滅ぼし後晋を建国。建国に協力した契丹（遼）が後晋から燕雲十六州を獲得する。
  - オットー1世が東フランク王に即位する。
  - 伝承ではイラン東北部ホラサン地方からインドのグジャラート地方にゾロアスター教徒が移住する（パールシーの起源）。
- 937年
  - 中国の雲南地方でタイ系の段思平が大理国を建国する。
  - ブルナンブルフの戦いでイングランド王アゼルスタンがスコットランド・ストラスクライド・ダブリンの連合軍に勝利。
- 939年
  - ベトナムで呉権が呉朝を建国。
  - シマンカスの戦いで、キリスト教国連合軍が後ウマイヤ軍を破る。

### 940年代
- 940年 - 平将門が「新皇」を名乗り自立するが、平貞盛・藤原秀郷らに討たれ乱は鎮圧される。寛朝により成田山新勝寺が建立される。
- 940年頃 - イスラム教に改宗したサトゥク・ボグラ・ハンがベラサグンを都としてカラハン朝を建国。
- 941年 - 藤原純友の乱が終わる。藤原忠平が関白就任。
- 943年 - シーア派(イスマーイール派)に接近したサーマーン朝のナスル2世が廃位され息子のヌーフ1世が即位。
- 944年
  - 東ローマ皇帝ロマノス1世レカペノスのエデッサ占領
    - これにより獲得した「キリストの自印聖像（エデッサのマンディリオン）」をコンスタンティノポリスに移送する。

  - ロマノス1世レカペノスが廃位され、コンスタンティノス7世が正帝に復帰。
    - この文人皇帝は学者を集め、自らも『帝国統治論（英語版）』『儀式の書（英語版）』他を執筆し、「マケドニア朝ルネサンス」の中心として活躍。
- 945年
  - キエフ大公イーゴリ1世がドレヴリャーネ族に殺害される。
    - 幼少の息子スヴャトスラフ1世が後継となり、その母オリガが摂政となる。
    - オリガはドレブリャーネ族に復讐し、その根拠地イスコルステニを制圧する。
- 946年
  - 朱雀天皇が譲位し、第62代村上天皇が即位（天暦の治）。
  - ブワイフ朝のバグダード入城。
    - ムイッズ・ウッダウラがアッバース朝カリフからアミール・アルウマラー（大アミール）の称号を得る。イクター制を導入。

  - 契丹の耶律堯骨（太宗）が大梁（開封）を陥落させ後晋を滅ぼす。
  - 高麗で白頭山大噴火。
- 947年
  - 契丹が華北を放棄し帰還の途上で耶律堯骨が病死、開封を占領した劉知遠が後漢を建国。
  - 菅原道真を祭神とする北野天満宮が創建される。

### 950年代
- 950年 - 村上天皇が内裏歌合を催行。
- 950年頃
  - トンガがトゥイ・トンガ（英語版）により統一される。
  - チャンデーラ朝のダンガ王が即位し、プラティーハーラ朝から独立。
  - クシ系アガウ族の女族長グディットによりアクスム王国が滅ぼされる。
  - マケドニア朝美術を代表する装飾写本『パリ詩編（英語版）』（フランス国立図書館蔵）』が作成される。
- 951年
  - 村上天皇が『後撰集』の編纂を下命。市聖空也により西光寺（現在の六波羅蜜寺）が創建される。醍醐寺五重塔が完成する。
  - 郭威が後漢を滅ぼし、後周を建国。
  - 東フランク王オットー1世のイタリア遠征。ブルグントのアーデルハイトと結婚しイタリア王を兼任する。
  - フランスのル・ピュイ司教ゴデスカルクによる最古のサンティアゴ・デ・コンポステーラ巡礼の記録がされる。
- 953年
  - 東フランク王オットー1世に対する息子リウドルフと娘婿コンラート赤毛公の反乱。
  - 東フランク王オットー1世の使者としてゴルツェのヨハネスが後ウマイヤ朝に派遣される（ - 956年）。
- 954年
  - 高平の戦いで、後周が北漢に勝利する。
  - イングランド王エドレッドがヨーク王エリックを倒しデーンロウを征服。
  - 東フランク王オットー1世が末弟のケルン大司教ブルーノをロートリンゲン公に封じる（帝国教会政策の始まり）。
  - 『ハザール書簡』が交わされる（ - 961年）。
    - 後ウマイヤ朝ユダヤ人ワズィールのハスダイ・イブン・シャプルトとハザールのヨセフ・カガンとの間で交わされたもの。
- 955年
  - 東フランク王オットー1世がレヒフェルトの戦いでマジャル人に勝利する。
  - 後周の世宗が廃仏を行う（顕徳の廃仏、三武一宗の法難の最後）。
  - 呉越王銭弘俶が八万四千宝塔を鋳造し頒布。
- 957年 - キエフ大公国王母オリガが東方正教会に帰依する。
- 958年
  - 高麗で科挙制度が採用される。
  - 皇朝十二銭の最後「乾元大宝」が鋳造発行される。
    - 「乾元大宝」の鋳造発行が停止された963年以後、江戸時代の「慶長通宝」まで日本の公鋳貨幣は途絶えることになる。

### 960年代
- 960年
  - ミェシュコ1世がピャスト朝ポーランド王国を建てる。
  - カラハン朝のテュルク系民族がイスラム教に集団改宗する。
  - 陳橋の変で帝位についた趙匡胤（太祖）が宋を建てる。
  - 平安遷都以来初めて内裏が全焼する（天徳4年の内裏焼亡）。
- 960年代 
  - 東ローマ帝国で最古の百科事典『スーダ辞典』が編纂される（- 970年代）。
  - エチオピアで女王グディド（英語版）がザグウェ朝を開く。
- 961年
  - 後ウマイヤ朝のアブド・アッラフマーン3世が死去、息子ハカム2世がカリフとして即位。
    - このカリフは文化支援に熱心であり、彼の治世で蔵書60万巻がコルドバの宮廷図書館に収集された。

  - イベリア半島でカスティーリャ伯領成立。
  - 東ローマ帝国がクレタ島を奪回。
- 962年
  - 東フランク王オットー1世がローマ教皇ヨハネス12世から帝冠を受け、神聖ローマ帝国が成立する。
  - アフガニスタンでトルコ系のガズナ朝が成立。
- 963年
  - 東ローマ皇帝ロマノス2世が死去、その皇后テオファノと結婚した将軍ニケフォロス2世が皇帝となる。
  - アトスのアタナシオスが東ローマ皇帝ニケフォロス2世から勅許を得て、アトス山にメギスティ・ラヴラ修道院を建設する。
- 965年
  - 北欧デンマークのハラール青歯王が洗礼を受ける。
  - 神聖ローマ皇帝オットー1世がマイセン辺境伯を設置する。
  - キエフ大公スヴャトスラフ1世の遠征によりサルケルとイティルが攻略されハザールが滅ぼされる。
- 966年
  - ベトナムで丁部領により丁朝が成立。
  - 性空が播磨国書写山に入山し、圓教寺（西国三十三所霊場の一つ）を創建。
  - ノルマンディー公リシャール1世がベネディクト会の修道院をモン・サン＝ミシェル島に建てる。
- 967年
  - 村上天皇が死去し、第63代冷泉天皇が即位。藤原実頼が関白就任。
  - 神聖ローマ帝国の使節としてクレモナ司教リュートプランドがコンスタンティノポリスを訪問。
- 968年
  - 東ローマ皇帝ニケフォロス2世がアンティオキアを占領。
    - 東ローマ帝国はヘラクレイオス帝以来約330年ぶりにイスラム勢力からアンティオキアを奪回する。

  - 神聖ローマ皇帝オットー1世がマクデブルク大司教座を設置する。
  - レオン王国北西ガリシアに上陸したヴァイキングをガリシア貴族ロセンドらが撃退する。
  - 後ウマイヤ朝で「ムギーラの小箱（フランス語版）（ルーヴル美術館蔵）」が作られる。
  - 丁部領が十二使君の乱を平定し、丁朝大瞿越を建国する。
- 969年
  - ファーティマ朝がエジプトに進出してイフシード朝を滅ぼす。
  - 安和の変が起こる。
    - 源満仲の讒言により左大臣源高明が左遷される
    - 冷泉天皇が譲位し、第64代円融天皇が即位。藤原実頼が摂政就任。

  - 高麗の使節が対馬国にくる。
  - 東ローマ皇帝ニケフォロス2世フォカスが暗殺され、甥のヨハネス1世ツィミスケスが即位する。

### 970年代
- 970年
  - 藤原伊尹が摂政就任。
  - 源為憲の『口遊』がまとめられる。
    - 『口遊』の「雲太、和二、京三」の数え歌で知られる出雲大社の巨大社殿はこの時期に存在したか。

  - ファーティマ朝のムイッズによりカイロのアズハル・モスクと付属のマドラサが建てられる。
    - このマドラサは現存するイスラム最古の大学であるアズハル大学の前身。
- 971年
  - 宋が南漢を滅ぼす。
  - シリストラの戦いで、東ローマ皇帝ヨハネス1世ツィミスケスがキエフ大公スヴャトスラフ1世の軍を撃破する。
- 972年
  - 藤原兼通が関白就任。
  - ペチェネグ族がドニエプル川河畔でキエフ大公軍を壊滅させ、スヴャトスラフ1世を戦死させる。
  - 神聖ローマ皇帝オットー2世と東ローマ帝国皇女テオファヌの結婚。
- 973年
  - デカン高原でタイラ2世がラーシュトラクータ朝を倒しチャールキヤ朝を再興する。
  - ファーティマ朝がイフリーキヤのマフディーヤからエジプトのカイロに遷都。
  - クリュニー修道院院長マヨルス（英語版）がアラブ人海賊により南フランスのフラクシネートゥム（英語版）で拉致される。
    - トゥールトゥールの戦い（英語版）でプロヴァンス伯ギョーム1世（英語版）が報復として南フランスからアラブ人を駆逐。
- 975年
  - 宋で最初の殿試が行われる。
  - 宋が南唐を滅ぼし金陵を占領。
  - 東ローマ皇帝ヨハネス1世ツィミスケスがアレッポほかシリア・パレスティナを占領。
- 976年
  - 東ローマ皇帝ヨハネス1世ツィミスケスが死去、マケドニア朝嫡流のバシレイオス2世が皇帝に即位（ - 1025年）。東ローマ帝国は最盛期を迎える。
  - 神聖ローマ帝国がオーストリアにバーベンベルク家の辺境伯領を設ける。
  - 宋の太祖が急逝し、実弟趙光義が太宗として即位（千載不決の議）。
- 977年 - 兼明親王・昭平親王の皇籍復帰。藤原兼通死去、藤原頼忠の関白就任。
- 978年
  - 神聖ローマ皇帝オットー2世のパリ攻撃を西フランク王ロテールが撃退。
  - 銭弘俶が宋へ国を献じて呉越が滅亡する。
- 979年 - 宋の太宗が北漢を滅ぼして中国統一する。続く高粱河の戦い（中国語版）で宋は遼に敗北し燕雲十六州の回復を断念。

### 980年代
- 980年
  - マルギュ・シュル・シエール（英語版）条約で、神聖ローマ皇帝オットー2世と西フランク王ロテールが講和。
  - スウェーデン王エリク6世（勝利王）がウプサラでデーン系ヴァイキングに勝利する（フェリスヴェトリルの戦い）。
  - 平安京の羅城門が倒壊し、以後は再建されず。
- 980年頃 - ドイツのエッセン大聖堂の「黄金の聖母子像（英語版）」が作られる。
- 981年 - 西ガンガ朝のチャムンダラヤによりシュラバナベルゴーラにジャイナ教祖師ゴーマテーシュヴァラ（バーフバリ）の像が建てられる。
- 982年 - コロンナ岬の戦いで、神聖ローマ皇帝オットー2世軍がシチリア首長国に敗北する。
- 982年頃 - 慶滋保胤 が『池亭記』を執筆。
- 983年
  - 北宋の太祖の命による『太平御覧』が完成する（977年 - ）。
  - 中国で最初の大蔵経である開宝版大蔵経（蜀版大蔵経）が刊行される。
- 984年
  - 円融天皇が譲位し、第65代花山天皇が即位、花山新制の実施。
  - 遼で現存する薊県独楽寺の山門と観音閣が再建される。
  - 日本僧奝然が宋の太宗に拝謁し、法済大師号と大蔵経を賜与される。
- 985年
  - 源信が『往生要集』をまとめる。
- 986年
  - 岐溝関の戦い（中国語版）（雍熙北伐）で宋が遼に大敗する。
  - 寛和の変により、花山天皇が退位させられる。
    - 第66代一条天皇即位。藤原兼家が摂政就任。
- 987年
  - 西フランク王国でカロリング朝が断絶し、サンリス諸侯会議が開かれる。
    - ロベール家のユーグ・カペーが国王に選出されカペー朝フランス王国が始まる。

  - バルセロナ伯ボレイ2世がカペー朝フランスから自立する。
- 988年
  - キエフ大公ウラディミル1世が東ローマ帝国領のクリミア半島ケルソネソスを占領。
    - この地でウラディミル1世は東ローマ帝国皇女アンナと結婚し、東方正教会に改宗する。
    - キエフから送られたヴァリャーグ人により、東ローマ帝国親衛隊（ヴァラング隊（英語版））が組織される。

  - 世界創造紀元が東ローマ帝国ではじめて公式に使用される（この年は6496年と算定される）。
  - カイロのアズハル・モスク（972年完成）付属のアズハル大学が設置される。
  - ガズナ朝のサブク・ティギーンが北西インド・パンジャーブ地方の中心ペシャーワルを占領する。
- 989年
  - シャルー（英語版）教会会議で最初の「神の平和（英語版）」が布告される。
  - コンスタンティノポリスで地震、ハギア・ソフィア大聖堂の西側ドームのアーチが崩落する。
  - 「永祚の風」。

### 990年代
- 990年
  - 藤原兼家が関白就任。藤原道隆が摂政・関白就任。
  - 司教フベルトゥスによってシャルトル大聖堂付属学校が設立される（シャルトル学派の始まり）。
- 991年
  - イングランドにノルウェー王オーラヴ1世来襲する。デーンゲルドの徴収始まる。
  - 一条天皇の生母で皇太后藤原詮子に「東三条院」の院号が贈られる（女院の始まり)。
- 993年
  - 正暦4年の疫病（ - 995年（長徳元年））。
  - 延暦寺から慶祚ほか智証派（円珍派）が山を下りて園城寺に入る。
    - 天台宗は延暦寺の山門派と、園城寺の寺門派に分裂する。

  - この頃清少納言が『枕草子』を記す（成立年代については諸説あり）。
- 995年
  - 藤原道兼が関白に就任するが、就任後12日で死亡し「七日関白」と称される。
  - 藤原道長が内覧となり、事実上の摂政となる。その直後に道長は右大臣・藤原氏長者に補される。
- 996年
  - 長徳の変により中関白家の藤原伊周・隆家兄弟が失脚する。
  - ロベール2世がフランス王として即位、しかし再婚問題が原因で教皇グレゴリウス5世に破門される。
- 997年
  - ハンガリー大公ゲーザの死により息子イシュトヴァーン1世が後を継ぐ。
  - 後ウマイヤ朝の大臣アル・マンスールがサンチアゴ・デ・コンポステーラ大聖堂を破壊する。
  - ノルウェー王オーラヴ1世がニーダロス（現トロンハイム）を都に定める。
  - 北宋の太宗の命により王著が法帖『淳化閣帖』を編纂する。
  - 奄美島人（高麗人説もあり）が対馬・壱岐に来襲（長徳の入寇）。
- 998年
  - ヴェネツィアがアドリア海沿岸のダルマチアを支配下に置く。
- 999年
  - カラハン朝のイリグ・ハンがブハラを占領しサーマン朝を滅ぼす。
  - 長保元年の内裏焼亡。
  - 祇園御霊会で、雑芸者の無骨法師が大嘗会の標山を模した作山（山鉾の原型）を引く。
  - スヴォルドの海戦。
    - ノルウェー王オーラヴ1世がデンマーク王・スウェーデン王・ラーデ侯の連合軍に敗北し戦死。

### 1000年代
- 1000年
  - イシュトヴァーン1世が戴冠式を行い、正式にハンガリー王国が成立する。
  - グニェズノ教会会議（英語版）が開催され、ポーランド最初のグニェズノ大司教区が設置される
  - ヴェネツィア元首ピエトロ・オルセオロ2世により昇天祭において「海との婚礼（英語版）」の儀式が初めて行われる。
  - ファーティマ朝カリフのハーキムが宦官の宰相バルジャワーン（英語版）を暗殺し実権を握る。
  - 『チャム王家年代記』によるとヴィジャヤ朝チャンパ王国が成立する。
  - 一条天皇の女御彰子を中宮とし、先立の中宮定子を皇后とする（一帝二后）。
- 1000年頃 - アイスランド人のレイフ・エリクソンがヨーロッパ系としてはじめて北アメリカ大陸に到達。
  - この地はヴィンランドと名づけられ、入植活動が行われる。ニューファンドランドのランス・オ・メドー遺跡がそれに相当するか。

## 人物

### 東アジア

#### 唐
- 崔胤（？ - 904年） - 唐末の宰相・李茂貞から皇帝昭宗奪還のため朱全忠と結び宦官勢力を殲滅・後年朱全忠に殺される
- 裴枢（841年 - 905年） - 唐末の宰相・朱全忠により他の高官とともに白馬で虐殺される（白馬の禍）
- 李振（？ - 923年） - 唐末五代の政治家・朱全忠の腹心・唐の昭宗を弑逆し朱全忠に白馬での高官殺害を進言する
- 李茂貞（856年 - 924年） - 唐末五代の節度使・皇帝昭宗を擁して鳳翔遷都を企てるも挫折・唐滅亡後は独立

#### 五代十国

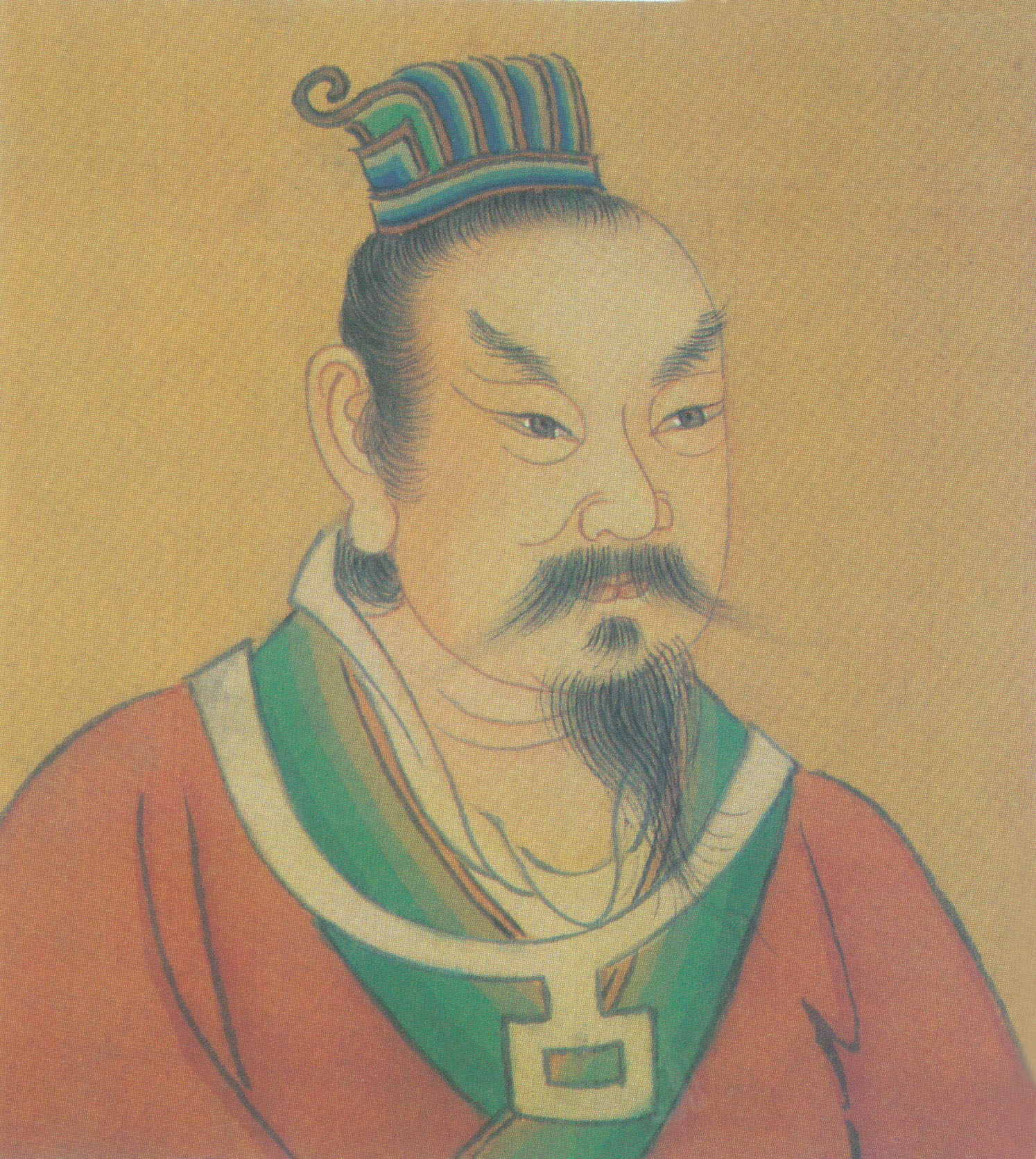
朱全忠

- 朱全忠（852年 - 912年） - 五代後梁の初代皇帝（太祖）（在位907年 - 912年）・門閥貴族を根絶し唐を滅ぼす
- 李存勗（885年 - 926年） - 五代後唐の初代皇帝（荘宗）（在位923年 - 926年）・李克用の息子・洛陽に遷都
- 李嗣源（926年 - 933年） -  五代後唐の第2代皇帝（明宗）（在位926年 - 933年）・李克用の義子・荘宗を倒し開封に遷都・馮道を登用
- 石敬瑭（892年 - 942年） - 五代後晋の初代皇帝（高祖）（在位936年 - 942年）・燕雲十六州を遼に割譲
- 劉知遠（895年 - 948年） - 五代後漢の初代皇帝（高祖）（在位947年 - 948年）・遼の華北撤退後に建国
- 郭威（904年 - 954年） - 五代後周の初代皇帝（太祖）（在位950年 - 954年）・後漢の隠帝を倒し建国
- 柴栄（921年 - 959年） - 五代後周の第2代皇帝（世宗）（在位954年 - 959年）・五代随一の名君・後周の法難（廃仏）を実施
- 王建（847年 - 918年） - 十国前蜀の初代皇帝（高祖）（在位907年 - 918年）・田令孜を倒して四川で独自勢力を築く
- 銭鏐（852年 - 932年） - 十国呉越の初代皇帝（太祖）（在位907年 - 932年）・銭塘や江海塘の修理や日本への遣使で有名
- 李煜（937年 - 978年） - 十国南唐の末代皇帝（後主）（在位961年 - 975年）・詞文学の大成者だが宋に国を滅ぼされる
- 布袋（？ - 917年？） - 唐末五代の禅僧・本名は契此か・弥勒菩薩の化身とされ日本では七福神の一人とされる
- 張承業（845年 - 922年） - 唐末五代の宦官・唐滅亡後は李克用に近侍・李存勗の皇帝就任には反対し諫死する
- 楊凝式（873年 - 954年） - 五代十国時代の官僚・書家として「古意帖」「乞花帖」「韮花帖」がある
- 馮道（882年 - 954年） - 五代十国時代の政治家・宰相・五朝八姓十一君に仕えたことは毀誉褒貶が激しい
- 欧陽炯（896年 - 971年） - 十国前蜀後蜀から北宋の詞人・『花間集』序を執筆し「花間派」を代表する
- 董源（生没年不詳） - 十国南唐の宮廷画家・江南の風景を描いた山水画に優れ「瀟湘図巻」「夏山図巻」などの伝承作がある
- 巨然（生没年不詳） - 十国南唐から北宋の画家・董源の弟子・南唐滅亡後は開封に移る・「層巌叢樹図」などの伝承作がある
- 顧閎中（910年頃 - 980年） - 十国南唐の画家・李煜に命じられ描いた「韓煕載夜宴図」は南唐の爛熟を示す画として名高い

#### 北宋

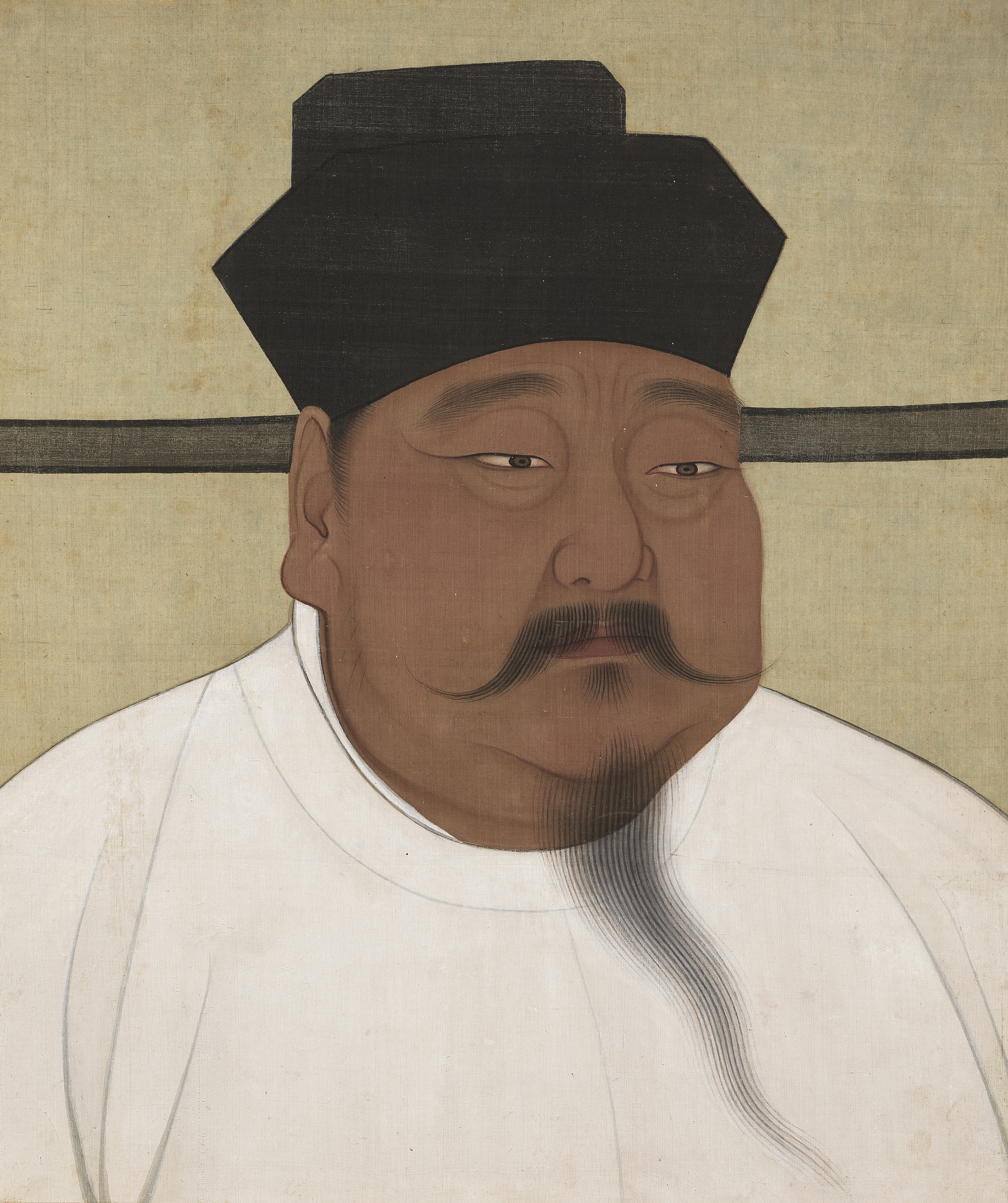
趙匡胤

- 趙匡胤趙匡胤（927年 - 976年） - 北宋の初代皇帝（太祖）（在位960年 - 976年）・陳橋の変で皇帝に擁立される
- 趙匡義（939年 - 997年） - 北宋の第2代皇帝（太宗）（在位976年 - 997年）・北漢を討ち中華を再統一
- 趙普（922年 - 992年） - 北宋の政治家・宰相・趙匡胤に仕え陳橋の変での活躍で北宋の建国に貢献した
- 李昉（925年 - 996年） - 北宋の政治家・宰相・太宗に命じられ『太平広記』『太平御覧』『文苑英華』を編纂
- 陳希夷（？ - 984年/989年） - 五代宋初の隠士・儒仏道三教の調和を説く・紫微斗数や河洛理数などの占術を創始したか
- 楊業（？ - 986年） - 北漢から北宋に帰順した武将・遼との戦いに従事・『楊家将演義』では楊一族の始祖として活躍

#### 契丹
- 耶律阿保機（872年 - 926年） - 契丹（遼）の初代皇帝（太祖）（可汗在位907年 - 皇帝在位916年 - 926年）・渤海を滅ぼす
- 月里朶（879年 - 953年） - 契丹（遼）の初代皇后（淳欽述律皇后）（皇后在位907年 - 926年・皇太后在位926年 - 953年）・夫太祖の建国と次男太宗の治世を助ける
- 耶律突欲（899年 - 936年） - 契丹（遼）の皇太子・東丹国国王（在位926年 - 930年）・父太祖、弟太宗と共に渤海を滅ぼす
- 耶律堯骨（902年 - 947年） - 契丹（遼）の第2代皇帝（太宗）（在位927年 - 947年）・後晋を滅ぼす
- 耶律兀欲（919年 - 951年） - 契丹（遼）の第3代皇帝（世宗）（在位947年 - 951年）・中央集権化の改革を行う
- 耶律述律（931年 - 969年） - 契丹（遼）の第4代皇帝（穆宗）（在位951年 - 969年）・従兄世宗の一族を粛正
- 耶律明扆（948年 - 982年） - 契丹（遼）の第5代皇帝（景宗）（在位969年 - 982年）・太原の沙陀族政権北漢と結び配下とする
- 耶律文殊奴（972年 - 1031年） - 契丹（遼）の第6代皇帝（聖宗）（在位982年 - 1031年）・北宋と澶淵の盟を結び契丹の全盛期を現出

#### 朝鮮
- 王建（877年 - 943年） - 高麗の初代国王（太祖）（在位918年 - 943年）・新羅や後百済を滅ぼす

#### 日本

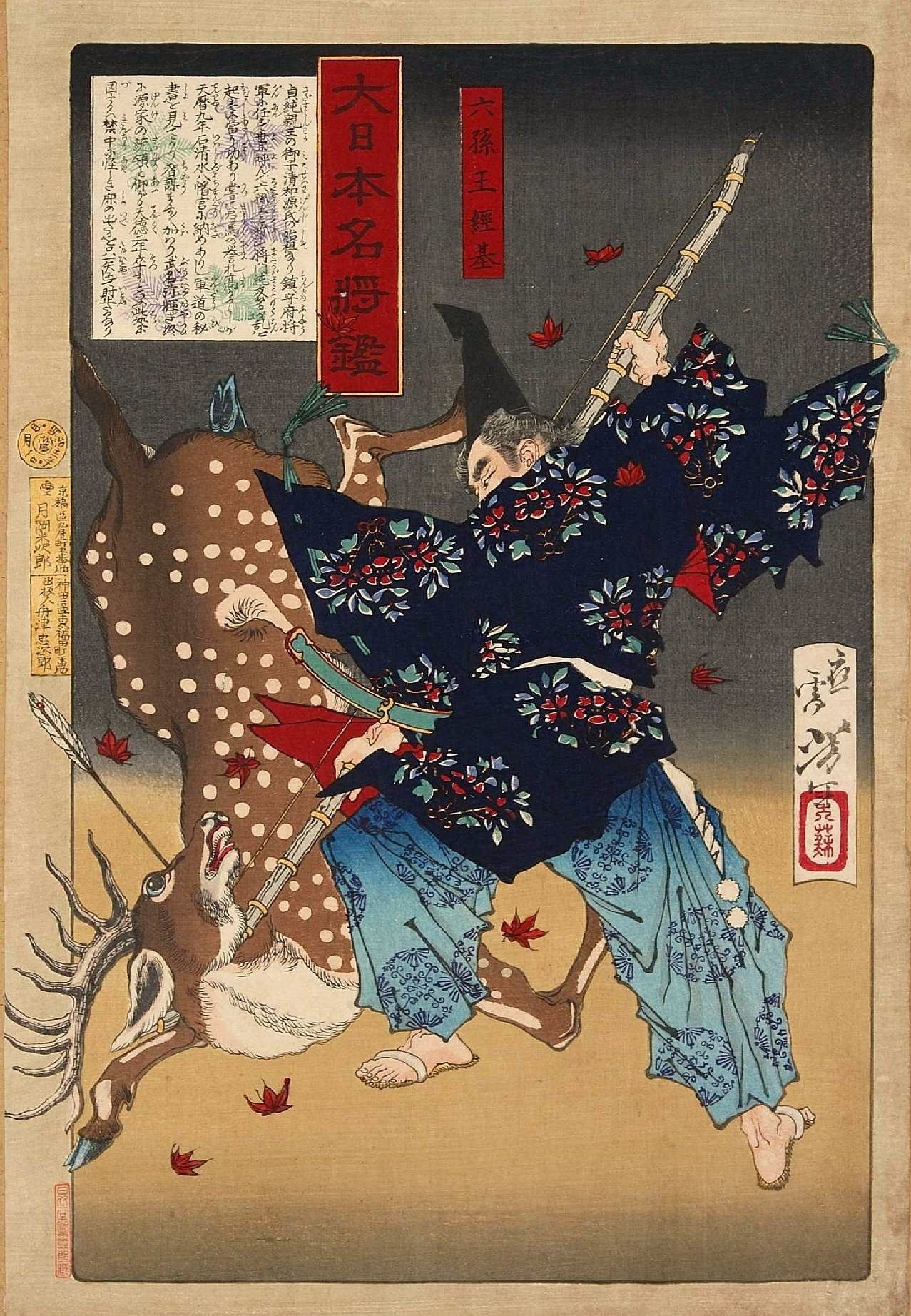
源経基

- 菅原道真（845年 - 903年） - 公卿・右大臣・昌泰の変で失脚・怨霊伝説から天満宮の祭神とされる
- 紀長谷雄（845年 - 912年） - 公卿・中納言・醍醐天皇の侍読・『延喜格式』の編纂に参加・『長谷雄草紙』も有名
- 三善清行（847年 - 919年） - 公卿・参議・漢学者・『延喜格式』の編纂に参加・『意見封事十二箇条』でも有名
- 藤原時平（871年 - 909年） - 公卿・左大臣・昌泰の変の首謀者・最初の荘園整理令を行い延喜の治の端緒となる
- 藤原忠平（880年 - 949年） - 公卿・摂政・関白・太政大臣・藤原時平や藤原仲平の弟・延喜の治を指導
- 藤原利仁（生没年不詳） - 武将・鎮守府将軍・武蔵守ほか各地の地方官を歴任・『今昔物語集』の説話や伝説で有名
- 紀貫之（872年？ - 945年） - 官人・木工権頭・『土佐日記』作者・『古今和歌集』選者
- 平将門（？ - 940年） - 武将・承平天慶の乱では関東で「新皇」を名乗る・怨霊伝説から神田明神などの祭神とされる
- 藤原秀郷（生没年不詳） - 武将・鎮守府将軍・平将門追討の功績で有名・近江三上山の百足退治伝説でも知られる。
- 小野好古（884年 - 968年) - 公卿・参議・大宰大弐・追捕使長官として藤原純友を追討
- 藤原純友（893年？ - 941年） - 官人・伊予掾・承平天慶の乱では瀬戸内海で海賊を率い国府を襲う
- 小野道風（894年 - 967年） - 官人・内蔵頭・書家で「三蹟」の一人・「智証大師諡号勅書」などが残る
- 藤原実頼（900年 - 970年） - 公卿・摂政・関白・太政大臣・北家小野宮流の祖・天暦の治を指導・安和の変の首謀者か
- 空也（903年 - 972年）  - 僧侶・浄土教の先駆者として「市聖」と呼ばれる・六波羅蜜寺開山
- 藤原師輔（909年 - 960年） - 公卿・右大臣（九条右大臣）・北家九条流の祖・天暦の治を指導
- 性空（910年 - 1007年） - 天台宗の僧・書写上人・播磨国書写山円教寺開山で花山法皇の尊崇を受ける
- 源順（911年 - 983年） - 学者・歌人・日本最古の分類体辞典『和名類聚抄』を編纂・梨壺の五人の一人
- 丹波康頼（912年 - 995年） - 医師・日本最古の医学書『医心方』を編纂
- 良源（慈恵大師）（912年 - 985年） - 天台座主・通称は元三大師・比叡山延暦寺の中興の祖
- 源満仲（912年 - 997年） - 武将・鎮守府将軍・摂津源氏/大和源氏/河内源氏の祖
- 源高明（914年 - 983年） - 公卿・左大臣（西宮左大臣）・安和の変で失脚・有職故実の書『西宮記』を残す
- 寛朝（916年 - 998年） - 真言宗の僧侶（大僧正）・東寺長者・京都遍照寺開山・平将門調伏で成田山新勝寺を開く
- 源博雅（918年 - 980年） - 公卿（皇后宮権大夫）・雅楽家・「博雅三位」と呼ばれる名手で笛や琵琶にまつわる伝説も多い
- 安倍晴明（921年 - 1005年） - 陰陽師・天文博士・神秘的な人物として伝説化される
- 藤原兼家（929年 - 990年） - 公卿・摂政・関白・太政大臣・藤原道長の父・寛和の変で一条天皇を擁立
- 慶滋保胤（933年以後 - 1002年） - 文人・儒学者で『池亭記』・『日本往生極楽記』の著者
- 藤原道綱母（936年？ - 995年） - 藤原兼家の妻の一人・藤原倫寧の娘・『蜻蛉日記』を残す
- 奝然（938年 - 1016年） - 入宋僧・宋の太宗に引見される・京都清涼寺の開祖
- 源信（942年 - 1017年） - 天台宗の僧侶・良源の弟子・『往生要集』著者
- 藤原佐理（944年 - 998年） - 公卿・参議・書家で「三蹟」の一人・「詩懐紙」「離洛帖」などが残る
- 源頼光（948年 - 1021年） - 武将・藤原摂関家の家司・大江山酒呑童子征伐伝説で知られる
- 藤原道隆（953年 - 995年） - 公卿・摂政・関白（中関白）・藤原兼家の長男・伊周や定子の父
- 藤原道長（966年 - 1027年） - 公卿・摂政・内覧・通称は御堂関白・藤原兼家の四男・摂関政治の最盛期
- 清少納言（966年頃 - 1025年？） - 一条天皇の中宮定子の女房・『枕草子』作者

### イスラム世界

#### サーマーン朝
- イスマーイール・サーマーニー（？ - 907年） - サーマーン朝のアミール（在位892年 - 907年）・サーマーン朝の全盛期

#### カラハン朝
- サトゥク・ボグラ・ハン（？  - 993年） - カラハン朝の君主（在位920年 - 958年）・テュルク系民族の集団改宗を行ったという

#### ガズナ朝

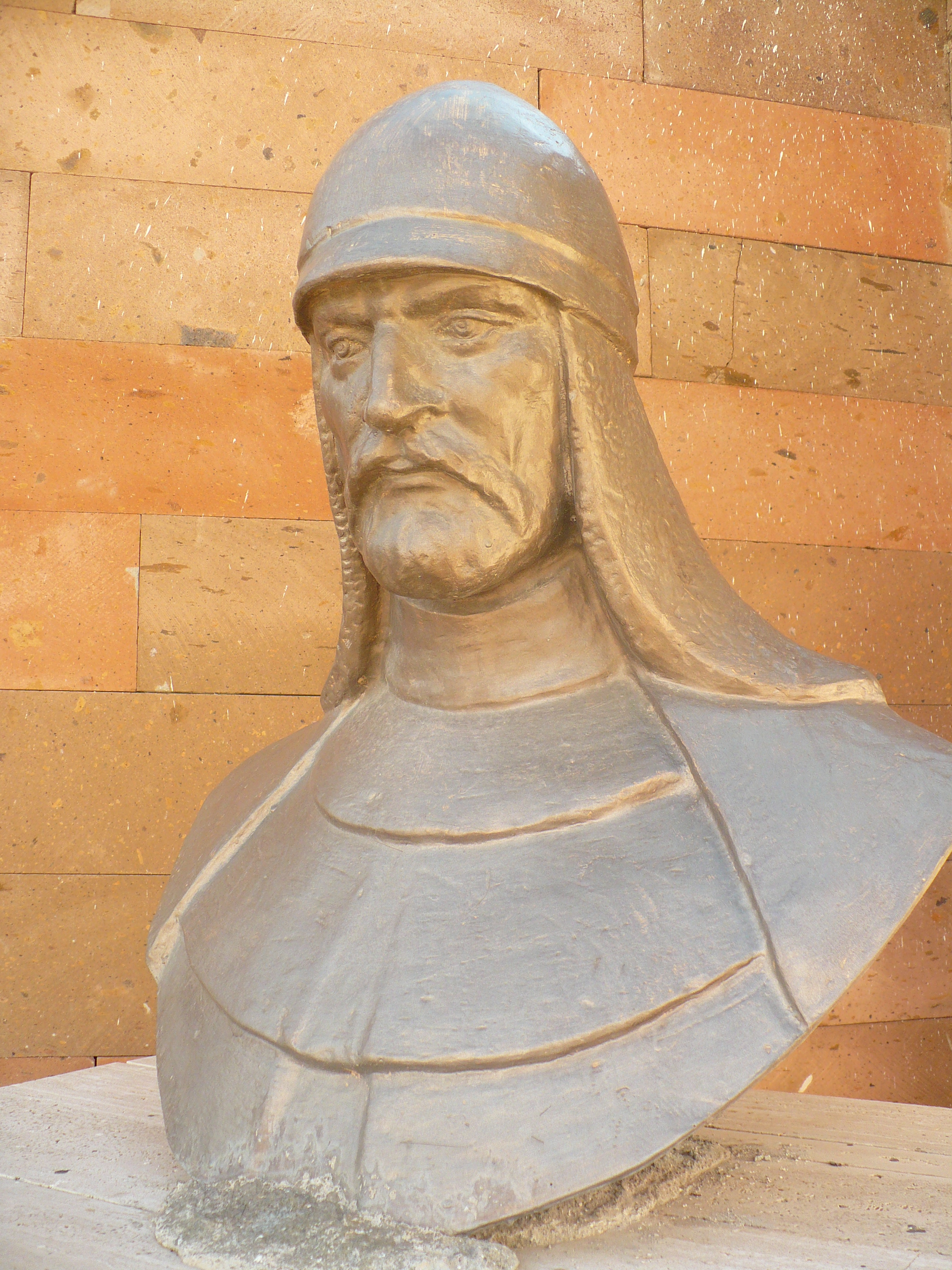
アルプテギーン

- アルプテギーン（925年？ - 963年） - ガズナ朝の建国者（在位962年 - 963年）・サーマーン朝のホラーサーン総督から自立する

#### ブワイフ朝
- ブワイフ家のムイッズッダウラ（英語版）（？ - 967年） - イラクのブワイフ朝の初代大アミール（在位945年 - 967年）・イクター制を導入

#### ファーティマ朝
- アブー・アブドゥッラー（？ - 911年/912年） - マグリブのイスマーイール派の教宣員・ファーティマ朝建国の功臣
- ウバイドゥッラー（873年 - 934年） - ファーティマ朝の初代カリフ（在位909年 - 934年）・アグラブ朝を倒しチュニジアに建国
- ムイッズ（932年 - 975年） - ファーティマ朝の第4代カリフ（在位953年 - 975年）・イフリーキヤからカイロに遷都
- ジャウハル（？ - 992年） - ファーティマ朝の将軍・カリフのムイッズに仕える・イフシード朝を倒しエジプトにカイロを建設
- アズィーズ（英語版）（955年 - 996年） - ファーティマ朝の第5代カリフ（在位975年 - 996年）・アズハルモスク付属のアズハル学院を創設

#### 後ウマイヤ朝
- アブド・アッラフマーン3世（889年 - 961年） - 後ウマイヤ朝の初代カリフ（在位929年 - 961年）・王朝の最盛期・ザフラー宮殿を造営

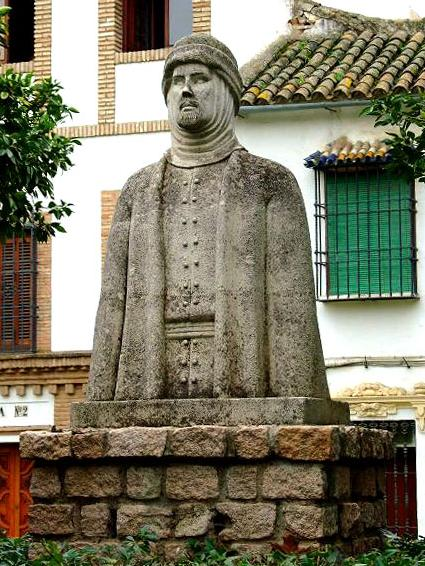
ハカム2世

- ハカム2世ハカム2世（914年 - 976年） - 後ウマイヤ朝の第2代カリフ（在位961年 - 976年）・首都コルドバの図書館に約40万冊の書物を蒐集した
- マンスール（938年 - 1002年） - 後ウマイヤ朝の大臣・カリフのヒシャーム2世に代わり実権を握る・キリスト教諸国に大勝

#### 学者・詩人
- ルーダキー（850年代初頭 - 940年頃） - サーマーン朝のペルシア語詩人・ペルシア詩の確立者であり『カリーラとディムナ』他がある
- アル＝ハッラージュ（英語版）（857年/858年 - 922年） - ペルシアのイスラム神秘主義者・神人合一の神秘体験を説き異端として処刑される
- アル・ラーズィー（865年 - 925年） - ペルシアの錬金術師・化学者・哲学者・医師・四体液説の誤りを証明
- ファーラービー（870年？ - 950年） - ファーラーブ出身のイスラム哲学者・数学者・アリストテレスに次ぐ「第二の師」とも呼ばれる
- アシュアリー（英語版）（873年 - 935年） - イスラム神学者・ムウタズィラ学派ジュッバーイーの弟子だったが離反しアシュアリー学派の祖となる
- サアディア・ガオン（882年/892年 - 942年） - バビロニアのスーラにあるユダヤ学院長・カライ派を論駁し旧約聖書のアラビア語訳を完成
- イブン・ファドラーン（活躍時期921年 - 922年） - アッバース朝の使節として各地を旅行し『ヴォルガ・ブルガール旅行記』を残す
- マスウーディー（896年 - 956年） -  バグダード出身の歴史地理学者・「アラブのヘロドトス」・著作に『黄金の牧場と宝石の鉱山』がある
- アブル・ファラジュ（897年 - 967年）- エスファハーン生身の学者・アラブ人の詩歌の記録をまとめた『歌の書（キターブ・アル・アガニ）（英語版）』を残す
- アブド・アル・ラフマン・アル・スーフィー（903年 - 986年） - ブワイフ朝で活躍した天文学者・『星座の書』『アストロラーベの使用法』がある
- イブン・ハウカル（英語版）（？ - 978年頃） - ニシビス出身の地理学者・インドからアフリカまで遍歴・著書に『大地の姿』（『諸道諸国志』）がある
- アル・ムタナッビー（915年 - 965年） - クーファ出身のアラビア語詩人・「預言者を僭称する者」の別名あり・華麗な作品が多いが殺害される
- ブズルク・ブン・シャフリヤール（英語版）（10世紀後半） - イスラム航海者・インド洋の航海者に伝わる説話を『インドの驚異譚（フランス語版）』でまとめる
- アブ・マンスール・ムアファック（英語版）（10世紀後半） - 薬事学者・ペルシアやインドを旅行し『治療の正しい諸性質の基礎の書』を執筆
- ダキーキー（930年/940年 - 978年頃） - サーマーン朝で活躍したペルシア語詩人・フィルドウスィーに先行し影響を与える
- イブン・ナディーム（932年頃 - 990年） - バグダードの書籍商・当時この地にあったアラビア語書籍の目録『フィフリスト』を著す
- フェルドウスィー（934年 - 1025年） - サーマーン朝・ガズナ朝で活躍したペルシア語詩人・イラン民族叙事詩『シャー・ナーメ』を書く
- タヌーヒー（939年 - 994年） - バスラ出身の法官・著作家・イスラム世界の説話を集めた『座談の糧』で知られる
- イブン・スィーナー（980年 - 1037年） - ブハラ出身の哲学者・科学者・医師としては『医学典範』『治癒の書』がある

### 南アジア
- チャムンダラヤ（英語版）（940年 - 989年） - インドの西ガンガ朝の政治家・軍人・建築家・詩人・シュラバナベルゴラのゴーマティーシュヴァラ像を建立
- タイラ2世（？ - 997年） - インドの後期チャールキヤ朝の初代の君主（在位973年 - 997年）・ラーシュトラクータ朝を滅ぼす

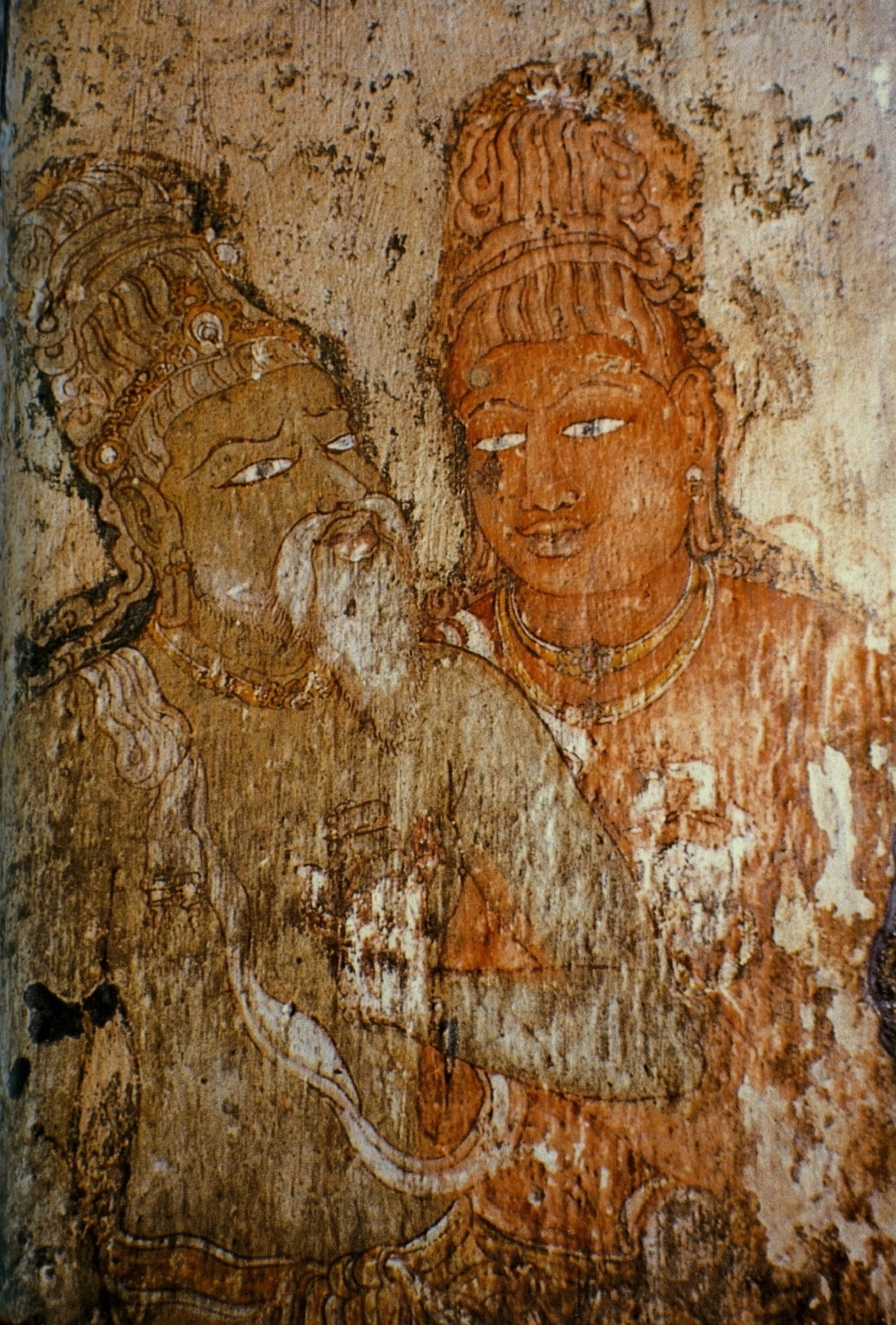
ラージャラージャ1世（右）とグル・カルヴラール

- ラージャラージャ1世（右）とグル・カルヴラール（英語版）ラージャラージャ1世（？ - 1014年頃） - インドのチョーラ朝の君主（在位985年 - 1014年頃）・チョーラ朝最盛期の王
- ゴーラクシャナータ（英語版）（10世紀） - インド北部の宗教家・「ハタ・ヨーガ」の創始者で『シッダ・シッダーンタ・パダッティ』の作者とされる

### キリスト教世界

#### フランス王国
- クリュニーのベルノー（英語版）（850年 - 927年） - クリュニー修道院初代院長・アキテーヌ公ギヨーム1世の援助で修道院を建立
- ロロ（徒歩王）（860年頃 - 933年） - ノルマン人の族長・初代ノルマンディー公（在位911年 - 933年）
- クリュニーのオド（英語版）（879年 - 942年） - クリュニー修道院2代院長・教会刷新運動を進め俗界権力の容喙を拒絶
- ゴルツェのヨハネス（英語版）（900年 - 974年） - ゴルツェ修道院院長・修道院改革をロレーヌ地方からドイツに広げる
- ユーグ・カペー（941年 - 996年） - フランスの初代国王・カペー朝の祖（在位987年 - 996年）・神聖ローマ皇帝オットー1世の甥
- ロベール2世（敬虔王）（972年 - 1031年） - フランス国王（在位996年 - 1031年）・ベルトとの結婚で教皇から破門される

#### 神聖ローマ帝国
- ハインリヒ1世（捕鳥王）（876年 - 936年） - ザクセン朝の祖・ドイツ（東フランク）王（在位919年 - 936年）

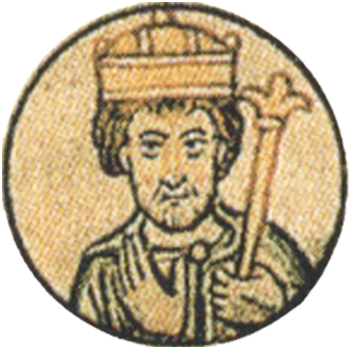
神聖ローマ皇帝オットー1世

- 神聖ローマ皇帝オットー1世オットー1世（大帝）（912年 - 973年） - ザクセン朝の東フランク王・初代神聖ローマ皇帝（在位962年 - 973年）・マジャール人を撃退
- ブルグントのアーデルハイト（931年/932年 - 999年） - 神聖ローマ皇帝オットー1世の皇后・息子夫妻の死後はオットー3世の摂政となる
- オットー2世（955年 - 983年） - ザクセン朝の神聖ローマ皇帝（在位973年 - 983年）・東ローマ皇女テオファヌと結婚
- テオファヌ（960年 - 991年） - 神聖ローマ皇帝オットー2世の皇后・東ローマ皇帝の姪・夫君死後は息子のオットー3世の摂政となる
- オットー3世（980年 - 1002年） - ザクセン朝の神聖ローマ皇帝（在位996年 - 1002年）・古代ローマへの憧憬からイタリア遠征を行う
- ロスヴィータ（935年頃 - 973年頃） - ドイツのベネディクト会律修修女・オットー朝ルネサンスを代表するラテン語劇作家・詩人

#### イタリア
- ベレンガーリオ1世（850年？ – 924年） - フリウリ辺境伯・イタリア王・ガリリャーノ川の戦いで勝利し西ローマ皇帝（在位915年 - 924年）となる
- マロツィア（890年頃 - 932年/937年） - ローマの女性政治家・その教皇庁支配はポルノクラシー（娼婦政治）と呼ばれる
- クレモナのリウュートプランド（922年頃  - 972年） - クレモナ司教・東ローマ帝国の宮廷に派遣され『コンスタンティノポリス使節記』を残す
- ヨハネス12世（937年 - 964年） - ローマ教皇（在位955年 - 964年）・オットー1世を神聖ローマ皇帝として戴冠
- シルウェステル2世（950年？ - 1003年） - ローマ教皇（在位999年 - 1003年）・オットー3世の家庭教師・数学者・天文学者でもある
- ウーゴ（953年/954年 - 1001年）・トスカーナ辺境伯（在位 969年 - 1001年）・統治機構を改変した公正な政治は後世のダンテの称賛を受けた

#### 東ローマ帝国
- レオーン6世（ソフォス）（866年 - 912年） - 東ローマ帝国マケドニア朝の皇帝（在位886年 - 912年）・「バシリカ法典」編纂や四婚問題で知られる
- コンスタンティノス・ケファラス（ドイツ語版）（10世紀初頭） - 東ローマ帝国の文人・古代からの詩文を集めた『ギリシア詞華集（パラティン詞華集）』を編纂する
- コンスタンティノス7世（ポルフュロゲネトス）（905年？ - 959年） - 東ローマ帝国マケドニア朝の皇帝（在位913年 - 920年、944年 - 959年）
- ニケフォロス2世フォカス（913年 - 969年） - 東ローマ帝国マケドニア王朝の皇帝（在位963年 - 969年）・シリアのアンティオキアを奪回
- ヨハネス1世ツィミスケス（925年 - 976年） - 東ローマ帝国マケドニア王朝の皇帝（在位969年 - 976年）・先帝に続き東方領土を拡大
- テオファノ（941年頃 - ？） - 東ローマ皇帝ロマノス2世の皇后・続く皇帝ニケフォロス2世の皇后・東ローマ帝国史上最大の悪女とも言われる

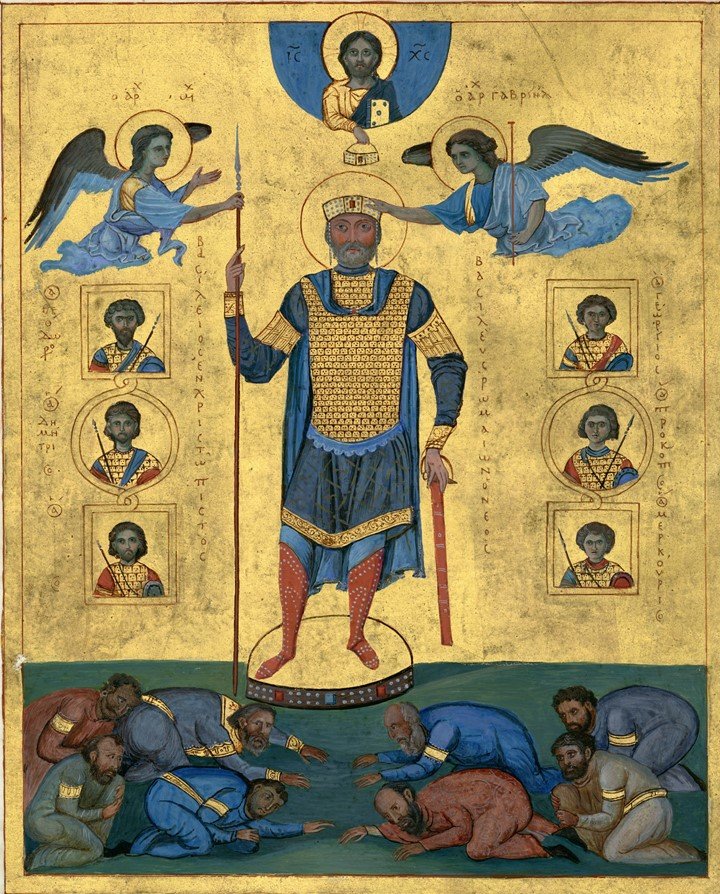
東ローマ皇帝バシレイオス2世

- 東ローマ皇帝バシレイオス2世バシレイオス2世（ブルガロクトノス）（958年 - 1025年） - 東ローマ帝国マケドニア朝最盛期の皇帝（在位976年 - 1025年）
- アトスのアタナシオス（920年頃 - 1000年頃） - 東ローマ帝国の修道士・アトス山にメギスティス・ラヴラ修道院を建立し聖地の名を高める
- シメオン・メタフラテス（10世紀後半） - 東ローマ帝国の神学者・『聖人伝（メノロギオン）』ほか祈祷文など多くの著作で知られる

#### 東欧
- シメオン1世（864年 - 927年） - ブルガリア国王（在位893年 - 913年）・ブルガリア皇帝（在位913年 - 927年）
- ボゴミル（10世紀前半） - ブルガリア支配下の西マケドニアの司祭・異端パウロ派の影響から善悪二元論のボゴミル派を創設
- トミスラヴ（? - 928年） - クロアチアの初代国王（925年 - 928年）・マジャール人やフランク人を抑えて独立を達成する
- オリガ（？ - 969年） - キエフ大公国第2代大公イーゴリ1世の妃・第3代大公スヴャトスラフ1世の摂政・キリスト教（東方正教会）を受容
- ヴァーツラフ1世（907年 - 935年） - プシェミスル朝のボヘミア公（在位921年 - 935年）・都プラハに聖ヴィート大聖堂を建立
- ミェシュコ1世（935年？ - 992年） - ピャスト朝の初代ポーランド国王（在位963年 - 992年）・キリスト教（カトリック教会）を受容

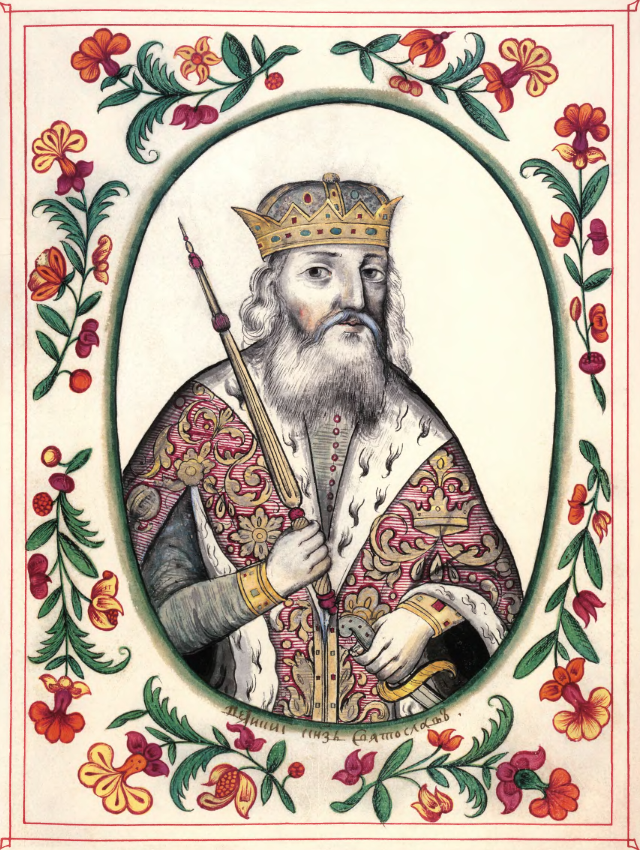
キエフ大公スヴャトスラフ1世

- キエフ大公スヴャトスラフ1世スヴャトスラフ1世（942年頃 - 972年） - キエフ大公（在位945年 - 972年）・ハザール王国を滅ぼし、キエフ・ルーシの最大版図を築く
- ナレクのグレゴリオス（英語版）（951年 - 1003年/1010年） - アルメニアの修道士・神学者・詩文に優れ『哀歌』の名で知られる祈祷書を執筆
- ウラディミル1世（聖公）（956年 - 1015年） - キエフ大公（在位980年 - 1015年）・キリスト教（東方正教会）を受容
- イシュトヴァーン1世（975年 - 1038年） - ハンガリーの建国者（在位997年 - 1038年）・キリスト教（カトリック教会）を受容
- プラハのアダルベルト（956年 - 997年） - プラハ司教・東欧各地（ボヘミア・ハンガリー・ポーランド）に宣教・殉教して守護聖人とされる

#### 北欧
- ゴーム（老王）（？ - 958年？） - デンマーク国王（在位936年？ -  985年？）・王妃との名を刻んだイェリング墳墓群の石碑で有名
- ハーラル1世（青歯王）（？ - 986年？） - デンマーク国王（在位958年？ -  985年？）・キリスト教（カトリック教会）を受容
- オーラヴ1世（960年代 - 1000年） - ノルウェー国王（在位995年 - 1000年）・キリスト教（カトリック教会）を受容

#### アイスランド
- 赤毛のエイリーク（950年頃 - 1003年頃） - ノルウェー生まれでアイスランドで活躍した航海者・グリーンランドを発見か
- レイフ・エリクソン （970年頃 - 1020年頃） - アイスランド生まれのノルマン人航海者・アメリカ大陸を発見か・エイリークの息子